# Lunéville
Cet article possède un paronyme, voir Luméville-en-Ornois.
Lunéville (en lorrain roman : Leneinvile /lnɛ̃:vil/) est une commune française du département de Meurthe-et-Moselle. Située dans la région historique et culturelle de Lorraine, la commune fait aujourd'hui partie de la région administrative Grand Est, elle se situe à une trentaine de kilomètres de Nancy, préfecture du département de Meurthe-et-Moselle.
Résidence des ducs de Lorraine et de Bar, elle est connue pour son château, surnommé le « Versailles lorrain ». Ses habitants sont appelés les Lunévillois.
La ville est l'une des sous-préfectures du département, le bureau centralisateur de deux cantons, ainsi que le siège du pays du Lunévillois et d'une communauté de communes.

## Géographie

Représentations cartographiques de la commune
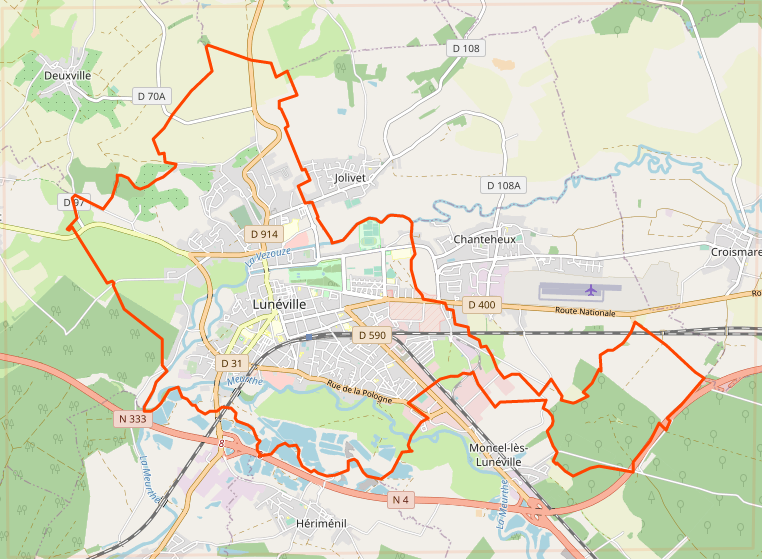
Carte OpenStreetMap.
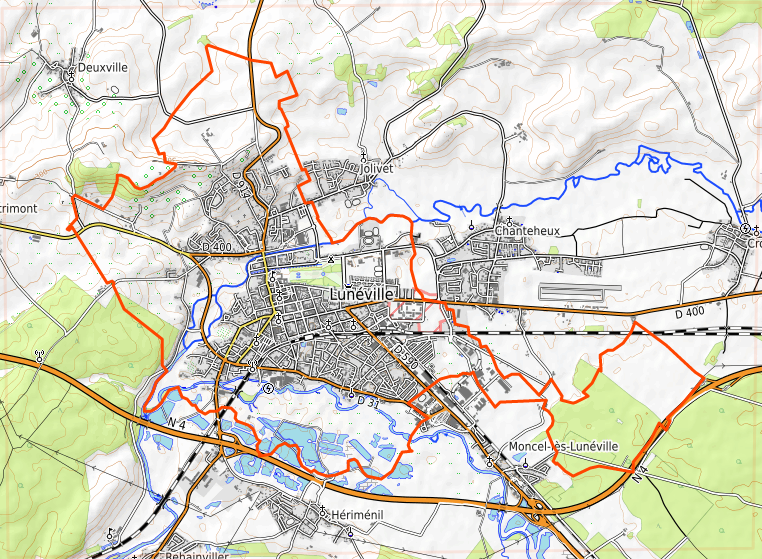
Carte topographique.

### Localisation
Lunéville est située au confluent de la Meurthe et de la Vezouze.
À vol d'oiseau, le centre de la ville se trouve à 25 km au sud-est de Nancy, 47 km au nord d’Épinal, 48 km au nord-ouest de Saint-Dié-des-Vosges, 75 km au sud-est de Metz, 83 km au sud-ouest de Sarreguemines, 92 km à l’ouest de Strasbourg et à 306 km à l’est de Paris.

#### Communes limitrophes
Les communes limitrophes sont Bonviller, Chanteheux, Deuxville, Hériménil, Jolivet, Moncel-lès-Lunéville, Rehainviller et Vitrimont.
| Deuxville    | Bonviller Jolivet | Chanteheux                                |
| Vitrimont    | Lunéville         | Chanteheux Croismare (par un quadripoint) |
| Rehainviller | Hériménil         | Moncel-lès-Lunéville                      |

### Géologie et relief
Lunéville a une altitude minimale de 217 m et une maximale de 321 m, son altitude moyenne est de 269 m tandis que celle de sa mairie est de 240 m.
Son point culminant se situe sur le lieu-dit de la colline de Méhon, situé à l'extrême nord de la ville. Cette colline culmine à 321 m d'altitude.
Le Keuper ou marnes irisées au nord et au sud de Lunéville est un ensemble d’argiles et de calcaires.
À l’est de Lunéville, des marnes irisées sont masquées sous une grande surface à alluvions anciennes gréseuses descendues des Vosges, donnant des terres froides sableuses incultes qui reposent sur un sous-sol imperméable.
La commune se compose de 726,72 hectares de territoires artificialisés (43,83 %), 748,83 hectares de territoires agricoles (45,16 %), 135,83 hectares de forêts et milieux semi-naturels (8,19 %) et 46,64 hectares de surfaces en eau  (2,81 %).

### Sismicité
La commune est en zone de sismicité 1 (très faible) selon l’article D. 563-8-1 du Code de l’Environnement.

### Hydrographie et les eaux souterraines

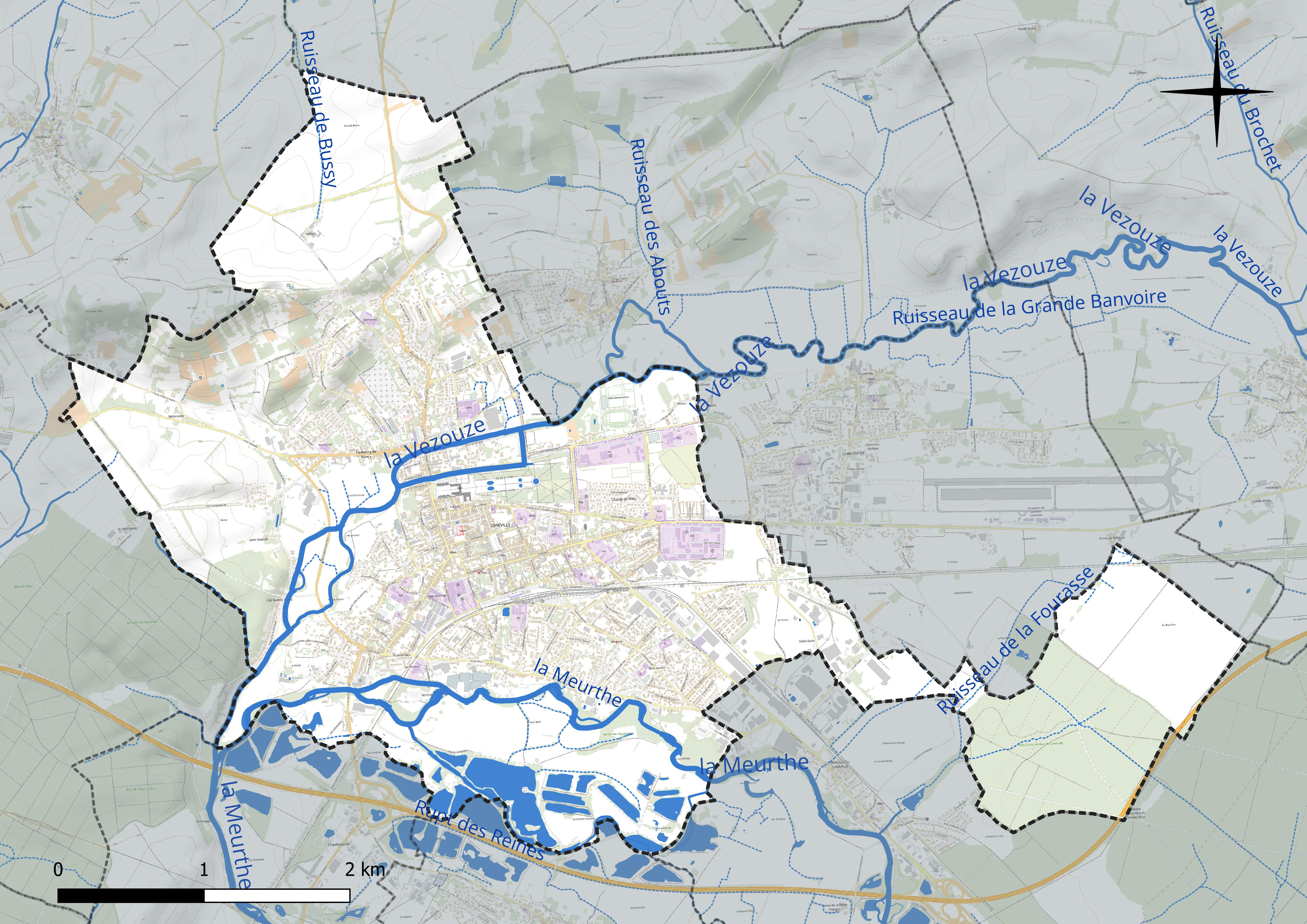
Réseau hydrographique de Lunéville.

Hydrogéologie et climatologie : Système d’information pour la gestion des eaux souterraines du bassin Rhin-Meuse :
Territoire communal : Occupation du sol (Corinne Land Cover); Cours d'eau (BD Carthage),
Géologie : Carte géologique; Coupes géologiques et techniques,
 Hydrogéologie : Masses d'eau souterraine; BD Lisa; Cartes piézométriques.
La commune est dans le bassin versant du Rhin au sein du bassin Rhin-Meuse. Elle est drainée par la Meurthe, la Vezouze, le ruisseau de Bussy et le ruisseau de la Fourasse,.
La Meurthe, d'une longueur de 161 km, prend sa source dans la commune du Valtin et se jette  dans la Moselle à Pompey, après avoir traversé 53 communes. Les caractéristiques hydrologiques de la Meurthe sont données par la station hydrologique située sur la commune. Le débit moyen mensuel est de 17,6 m3/s. Le débit moyen journalier maximum est de 371 m3/s, atteint lors de la crue du 27 mai 1983. Le débit instantané maximal est quant à lui de 407 m3/s, atteint le même jour.
La Vezouze, d'une longueur de 75 km, prend sa source dans la commune de Saint-Sauveur et se jette  dans la Meurthe à Rehainviller, après avoir traversé 24 communes. Les caractéristiques hydrologiques de la Vezouze sont données par la station hydrologique située sur la commune. Le débit moyen mensuel est de 6,47 m3/s. Le débit moyen journalier maximum est de 155 m3/s, atteint lors de la crue du 4 octobre 2006. Le débit instantané maximal est quant à lui de 203 m3/s, atteint le 29 octobre 1998.

### Climat
Pour des articles plus généraux, voir Climat du Grand Est et Climat de Meurthe-et-Moselle.
En 2010, le climat de la commune est de type climat océanique dégradé des plaines du Centre et du Nord, selon une étude du Centre national de la recherche scientifique s'appuyant sur une série de données couvrant la période 1971-2000. En 2020, Météo-France publie une typologie des climats de la France métropolitaine dans laquelle la commune est exposée à un climat semi-continental et est dans la région climatique  Lorraine, plateau de Langres, Morvan, caractérisée par un hiver rude (1,5 °C), des vents modérés et des brouillards fréquents en automne et hiver. 
Pour la période 1971-2000, la température annuelle moyenne est de 9,8 °C, avec une amplitude thermique annuelle de 17 °C. Le cumul annuel moyen de précipitations est de 727 mm, avec 11,4 jours de précipitations en janvier et 9,2 jours en juillet. Pour la période 1991-2020, la température moyenne annuelle observée sur la station météorologique de Météo-France la plus proche, « Nancy-Essey », sur la commune de Tomblaine à 23 km à vol d'oiseau, est de 11,0 °C et le cumul annuel moyen de précipitations est de 746,3 mm. 
La température maximale relevée sur cette station est de 40,1 °C, atteinte le 24 juillet 2019 ; la température minimale est de −24,8 °C, atteinte le 21 février 1956,,. 
Les paramètres climatiques de la commune ont été estimés pour le milieu du siècle (2041-2070) selon différents scénarios d'émission de gaz à effet de serre à partir des nouvelles projections climatiques de référence DRIAS-2020. Ils sont consultables sur un site dédié publié par Météo-France en novembre 2022.

#### Tableau climatique de Lunéville
|                                   | Janvier | Février | Mars | Avril | Mai  | Juin | Juillet | Août | Septembre | Octobre | Novembre | Décembre |
| --------------------------------- | ------- | ------- | ---- | ----- | ---- | ---- | ------- | ---- | --------- | ------- | -------- | -------- |
| Température moyenne (°C)          | 0.9     | 2.2     | 5.5  | 8.9   | 12.9 | 16.3 | 18.2    | 17.6 | 15        | 10.3    | 5.1      | 2.1      |
| Température minimale moyenne (°C) | -1.7    | -1.2    | 1.1  | 3.9   | 7.6  | 10.9 | 12.5    | 12.1 | 9.7       | 6       | 1.9      | -0.4     |
| Température maximale moyenne (°C) | 3.6     | 5.7     | 9.9  | 14    | 18.2 | 21.7 | 23.9    | 23.2 | 20.3      | 14.7    | 8.3      | 4.6      |
| Précipitations (mm)               | 63      | 56      | 54   | 51    | 71   | 76   | 64      | 73   | 63        | 56      | 67       | 69       |

## Urbanisme

### Typologie
Au 1er janvier 2024, Lunéville est catégorisée centre urbain intermédiaire, selon la nouvelle grille communale de densité à sept niveaux définie par l'Insee en 2022.
Elle appartient à l'unité urbaine de Lunéville, une agglomération intra-départementale regroupant quatre  communes, dont elle est ville-centre,,. Par ailleurs la commune fait partie de l'aire d'attraction de Nancy, dont elle est une commune de la couronne,. Cette aire, qui regroupe 353 communes, est catégorisée dans les aires de 200 000 à moins de 700 000 habitants,.

### Occupation des sols

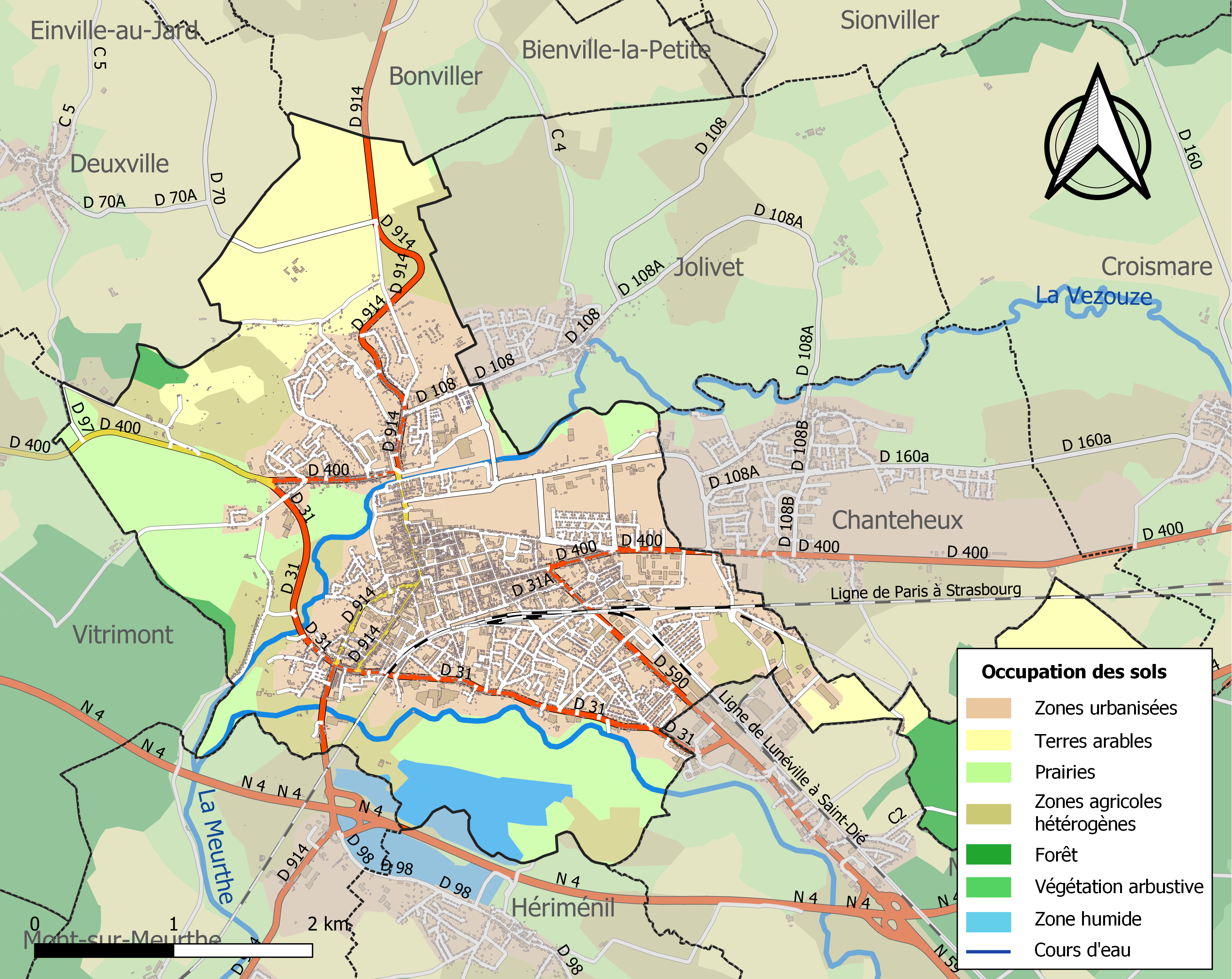
Carte des infrastructures et de l'occupation des sols de la commune en 2018 (CLC).

L'occupation des sols de la commune, telle qu'elle ressort de la base de données européenne d’occupation biophysique des sols Corine Land Cover (CLC), est marquée par l'importance des territoires agricoles (45,7 % en 2018), en diminution par rapport à 1990 (49,1 %). La répartition détaillée en 2018 est la suivante : zones urbanisées (34,4 %), prairies (15,7 %), terres arables (14,6 %), zones agricoles hétérogènes (13 %), forêts (7,8 %), zones industrielles ou commerciales et réseaux de communication (5 %), espaces verts artificialisés, non agricoles (4,2 %), eaux continentales (2,9 %), cultures permanentes (2,4 %). L'évolution de l’occupation des sols de la commune et de ses infrastructures peut être observée sur les différentes représentations cartographiques du territoire : la carte de Cassini (XVIIIe siècle), la carte d'état-major (1820-1866) et les cartes ou photos aériennes de l'IGN pour la période actuelle (1950 à aujourd'hui).

### Morphologie urbaine
Pour des raisons de statistiques et de recensement de la population, la commune de Lunéville est découpée par l'INSEE en 9 quartiers qui sont :
1. Lunéville Nord-Nord W Saint-Léopold
2. Lunéville Sud-Ouest
3. Lunéville-Château Champ de Mars
4. Ménil Boffrand
5. Niederbronn - Zola (partie)
6. Niederbronn - Zola (partie)
7. Sous-Préfecture Stainville Casernes
8. Vezouze Graffigny
9. Zone Industrielle

Neuf monuments historiques et immeubles protégés sont classés de la ville de Lunéville, se situant en grande partie dans la vieille ville.
Le centre ancien et le quartier Niederbronn - Zola sont classés en quartier prioritaire de la politique de la ville.

### Logement
Le nombre de logements de Lunéville a été estimé à 10 036 en 2007. Ces logements de Lunéville se composent de 9 018 résidences principales, 67 résidences secondaires ou occasionnels ainsi que 950 logements vacants.
Avec une superficie de 16,34 km2, soit une densité de population de 1 228,76 hab./km2 pour une densité de logements de 614,20 logements/km2.

### Voies de communication et transports

#### Voies routières
Lunéville est reliée à la plaine d'Alsace par la RN 4 (Strasbourg à 120 km) et par la RN 59 (Saint-Dié-des-Vosges à 55 km, Colmar à 110 km et Sélestat à 100 km par le tunnel Maurice-Lemaire). L'autoroute A33 permet d'accéder à Nancy (32 km).

#### Réseau ferroviaire
La ville possède une gare desservie par des TER Lorraine qui assurent des liaisons nombreuses et rapides vers Nancy, Saint-Dié-des-Vosges, Strasbourg. Certains sont prolongés jusqu'à Bâle aux heures de pointes uniquement. Le TGV Est place la gare de Lunéville à 1 h 55 de Paris-Est avec un aller-retour quotidien et la relie également à la gare de Nancy et la gare de Saint-Dié-des-Vosges via le TGV Est.

#### Transports urbains
Depuis 2011, Lunéville possède un nouveau réseau de bus : Lunéo. Ce réseau dessert la ville via deux lignes. La 1re de Moncel-lès-Lunéville (arrêt « Château d'eau ») à Lunéville (arrêt « Faisanderie »), la 2e de Lunéville (arrêt « Chéron ») à Chanteheux (arrêt « Z.A.D. »).

## Toponymie
Le nom de la localité est mentionné sous les formes Lineatis villa en 1034, Lunaris villa en 1135, Linerville en 1140, Lunivilla en 1154 ou 1157 et encore Liniville, Linéville.
Les deux formes les plus anciennes s'opposent. Albert Dauzat, Charles Rostaing et Ernest Nègre ne prennent en compte que la première qui explique phonétiquement la plupart des formes attestées :
- Les premiers qualifient ce toponyme d'« obscur » et penchent pour la réutilisation d'un nom de lieu antérieur, avec adjonction plus tardive de l'appellatif ville « domaine rural, village », si la finale -atis est exacte. Ils suggèrent simplement une origine gauloise ou germanique pour l'élément Lineatis[34]. En effet, on rencontre parfois ce type de formation toponymique, comme possiblement dans Tonneville (Seine-Maritime), peut-être anciennement Taunacum villa[35]. L'élément Taunacum est un nom antérieur en -acum auquel a été ajouté villa[35].
- Ernest Nègre suppose un alienata « aliénée, vendue », explication qui repose sur une aphérèse de a- et une hypothétique métathèse *Liena- > Linea-[36]. Cette évolution complexe, quoique plausible phonétiquement, se heurte au fait qu'aucune forme ancienne ne la soutienne. De plus, la plupart des toponymes médiévaux en -ville sont associés à un nom de personne (généralement germanique[37]) et non pas avec un participe passé.

La forme Lunaris villa est une forme artificielle de clercs latinistes qui ont relié cet élément au latin lunaris « semblable à la lune ». Les formes ancienne Lunivilla et actuelle Lunéville résultent de l'étymologie populaire par analogie avec le mot « lune ».
Anciens noms en allemand : Lünstadt, Lünenstadt, Lünstädten.
En lorrain roman, son nom est L'nainville.

## Histoire

### Du Moyen Âge auXVIIIesiècle
Lunéville sort de l'ombre au Xe siècle. Auparavant, il n'y avait au confluent de la Meurthe et de la Vezouze que de modestes cabanes qui servaient de rendez-vous de chasse. Un premier château de Lunéville fut construit pour protéger le point de passage que constitue le pont sur la Vezouze, sur la route du sel que les sauniers et marchands empruntaient entre Rosières, Vic-sur-Seille, Marsal d'une part et Deneuvre, l'Alsace et la Bourgogne (Franche-Comté) d'autre part. La seigneurie trouvait ainsi une source de revenus en prélevant un péage au passage du pont.
La ville a d'abord appartenu à plusieurs princes allemands, avant de passer aux mains d'Étienne, évêque de Toul et premier comte de Lunéville. Ses successeurs possédèrent la cité jusqu'en 1055. En 1243, le comté fut rattaché au duché de Lorraine. Lunéville ne se développe qu'à partir de 1330 sous le règne du duc Raoul Ier.

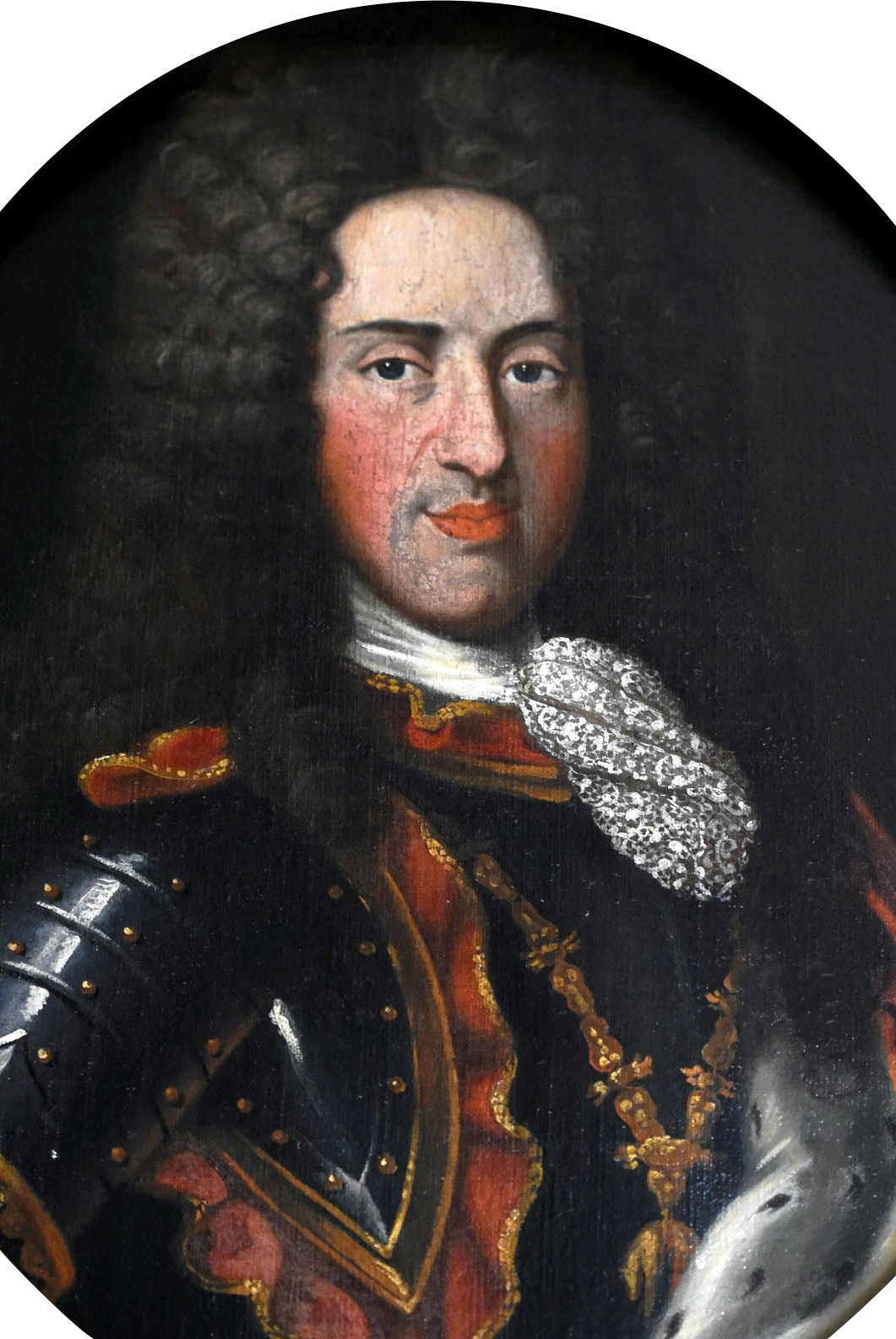
Léopold Ier, duc de Lorraine et de Bar (1679-1729).

Le vieux château féodal subsista jusqu'en 1612, date à laquelle Henri II, préférant Lunéville à Nancy, le démolit et en construisit un nouveau. Celui-ci eut une courte vie. Démantelé pendant la guerre de Trente Ans, il fut totalement détruit lorsque le duc Léopold Ier de Lorraine, arrivant à Lunéville en 1702, choisit de bâtir un palais moderne : c'est le château actuel.
Sous le règne de Léopold, la régence de son épouse Élisabeth-Charlotte d'Orléans puis le règne nominal de l'ex-roi de Pologne Stanislas et le rattachement de la Lorraine à la France en 1766, Lunéville, à l'instar de Versailles en France ou Schönbrunn en Autriche, fut la capitale princière de la Lorraine, tandis que Nancy comme Paris ou Vienne restait capitale administrative.
Dans son siècle de Louis XIV, Voltaire, louant le duc Léopold, affirmait que l'on ne croyait pas avoir changé de lieu en laissant Versailles pour Lunéville. Sous le règne nominal de Stanislas, la cour de Lunéville se montre particulièrement perméable aux idées nouvelles grâce en particulier à la venue de philosophes à la cour du roi Stanislas : en 1737, les francs-maçons persécutés à Paris fondent à Lunéville la première loge maçonnique de Lorraine ducale ; en fait, il y en eut plusieurs à différentes époques au cours des XVIIIe et XIXe siècles avant et après la Révolution. De même, les Jésuites, chassés de France en 1764, trouvent refuge en Lorraine et Barrois.
En 1766, le château échoit au roi Louis XV de France qui, n'osant le détruire à l'instar d'autres châteaux lorrains de son beau-père, le fit transformer en caserne.
En 1786 est construite sur permission de Louis XVI la synagogue. C'est la première construite dans le royaume depuis le Moyen Âge, et l'une des plus anciennes subsistant à ce jour.

### Époque contemporaine

#### Le Traité de Lunéville
C'est à Lunéville, dans les salons de l'hôtel Beauvau-Craon, que fut signé le 9 février 1801 le traité de Lunéville par lequel s'est provisoirement conclu l'affrontement entre l'Autriche de François II et la France consulaire de Bonaparte. Ce traité attribue à la France les Pays-Bas autrichiens (Belgique) et la rive gauche du Rhin.

##### Le télégraphe de Chappe à Lunéville
Lorsque Lunéville fut choisie comme lieu de négociations et de signature du Traité qui porte son nom, le premier consul et ses collaborateurs décidèrent d'utiliser le télégraphe de Chappe pour communiquer avec les négociateurs français. À ce moment-là, il existe une ligne télégraphique Paris-Metz-Strasbourg. Il fut décidé d'y adjoindre une ramification qui partirait de Vic-Sur-Seille et aboutirait au «donjon» du château de Lunéville. Cette option fut relativement facile à mettre en œuvre puisqu'il suffisait de construire deux stations intermédiaires. L'une à Vaudrecourt, point le plus élevé sur la commune d'Arracourt. Le second emplacement se trouvait au sommet du territoire de Jolivet, lieu-dit Le-Haut-de-la-Coye, au dessus de la ferme champêtre de Froide-Fontaine.
Cette ramification est construite dans l'urgence. Les tours qui supportent le télégraphe sont des constructions légères en bois. Dès la signature du traité, ce tronçon de ligne n'est plus exploité ni surveillé. Les pilleurs se chargent de « nettoyer » le terrain. Sans doute par vandalisme, la tour du Haut-de-la-Coye est incendiée le 20 octobre 1801. Il ne reste donc plus rien de cet éphémère moyen de communication.

#### Essor économique de la ville au XIXe siècle
Lunéville connut un essor important après la Guerre de 1870. En effet, le traité de Francfort signé en 1871, fit de Lunéville une ville frontière. Une importante garnison y est affectée (le château est transformé en caserne) et la ville connaît un afflux de rapatriés alsaciens ou mosellans refusant de devenir Allemands. Certaines entreprises de ces régions s'installèrent à Lunéville. Ce phénomène n'est pas propre à Lunéville : des villes comme Nancy ou Belfort ont connu la même situation. On note ainsi l'usine de la Lorraine-Dietrich, fondée dès 1897 par la famille de Dietrich, reprise en 1905 par Édouard, Eugène et Adrien de Turckheim.
Après le tramway de Lunéville à Einville, c'est avec beaucoup de lenteur et de retard, qu'un chemin de fer métrique départemental relie Lunéville aux autres communes de son arrondissement par la compagnie du LBB (Ligne de Lunéville à Blâmont et à Badonviller). La ligne est inaugurée le 13 août 1911 par le ministre du commerce Augagneur accompagné du ministre Albert Lebrun. La gare est proche de la gare de l'Est de la ligne de Paris à Avricourt. Le trafic de la ligne LBB fonctionnera jusqu'en 1942.
À la veille de la Grande Guerre, la ville devient la « cité cavalière », hébergeant la 2e Division de Cavalerie ainsi que ses unités ; Lunéville ne compte alors pas moins de huit casernes, son château y compris. Parmi les troupes en présence, on trouve les 17e et 18e Régiments de Chasseurs à Cheval, le 3e bataillon de dragons portés les 8e régiment et 31e régiment de dragons, les batteries à cheval des 8e et 39e régiments d’artillerie de campagne et le 2e bataillon de chasseurs à pied. Le 25 aout 1914, l'armée impériale allemande exécute 19 civils et détruit 70 bâtiments lors des atrocités allemandes commises au début de l'invasion.
Le 508e régiment de chars de combat y est en garnison dans l'entre-deux-guerres.

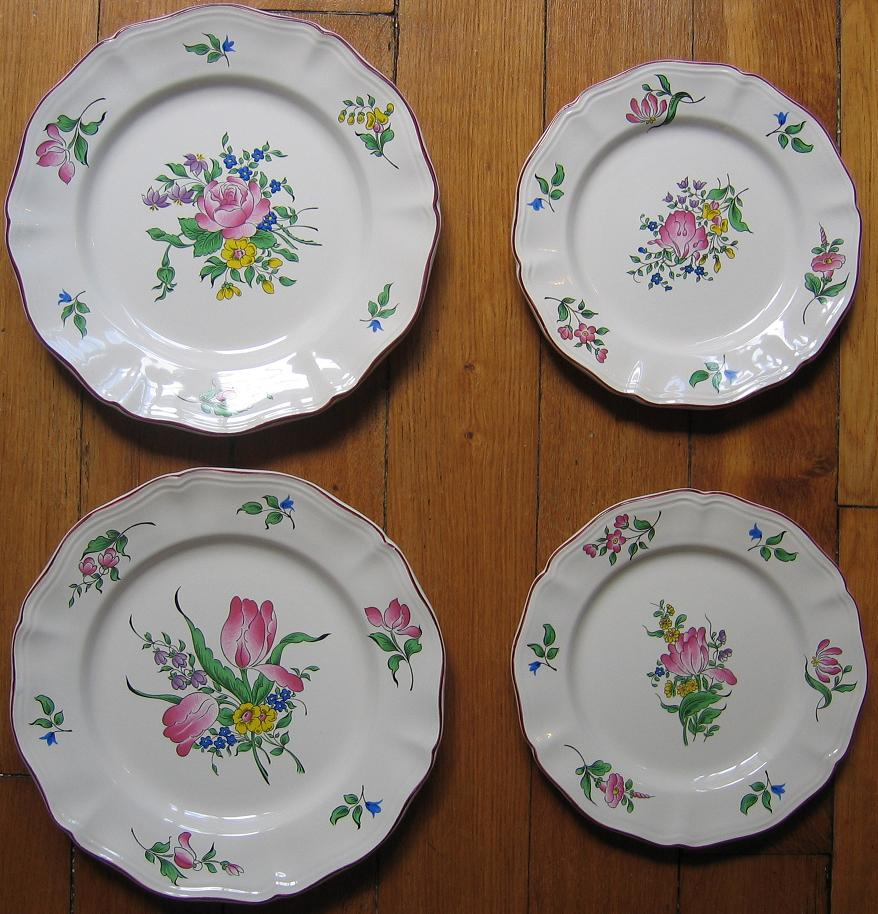
Faïence de Lunéville Saint-Clément.

Lunéville est renommée pour sa manufacture royale de faïence, fusionnée avec celle, voisine, de Saint-Clément, qui continue la production de faïence de Lunéville.
La cité est également renommée pour sa broderie : la Broderie de Lunéville (un mélange de perles et paillettes), utilisée dans les ateliers de Haute couture. Le Conservatoire des Broderies de Lunéville a été fondé en 1998 pour la promotion de cette technique. Ce savoir-faire est inscrit à l'Inventaire du patrimoine culturel immatériel français depuis 2019.

### Viller
Viller, faubourg de Lunéville, est un ancien village avec un hôpital fondé en 1406.
Toponymie : Villers (1273), Villeir (1323), Viller-davant-Lunéville (1420), Viller-lès-Lunéville (1779).

## Politique et administration

### Tendances politiques et résultats
Lors des élections municipales de 2020, 69 % des inscrits se sont abstenus (contre 55 % en moyenne en France).
| Étiquette de la liste | Part des voix exprimées | Nombre d’élus |
| --------------------- | ----------------------- | ------------- |
| Divers Droite         | 55 %                    | 26            |
| Divers gauche         | 38 %                    | 6             |
| Extrême droite        | 8 %                     | 1             |

Au second tour de l’élection présidentielle de 2017, Emmanuel Macron (En Marche !) recueille 56,95 % des voix de Lunéville. Marine Le Pen (Front national) recueille quant à elle 43,05 % des voix. Sur l'ensemble des votants, 6,12 % ont voté blanc et 2,04 % ont voté nul.

### Conseil municipal et liste des maires

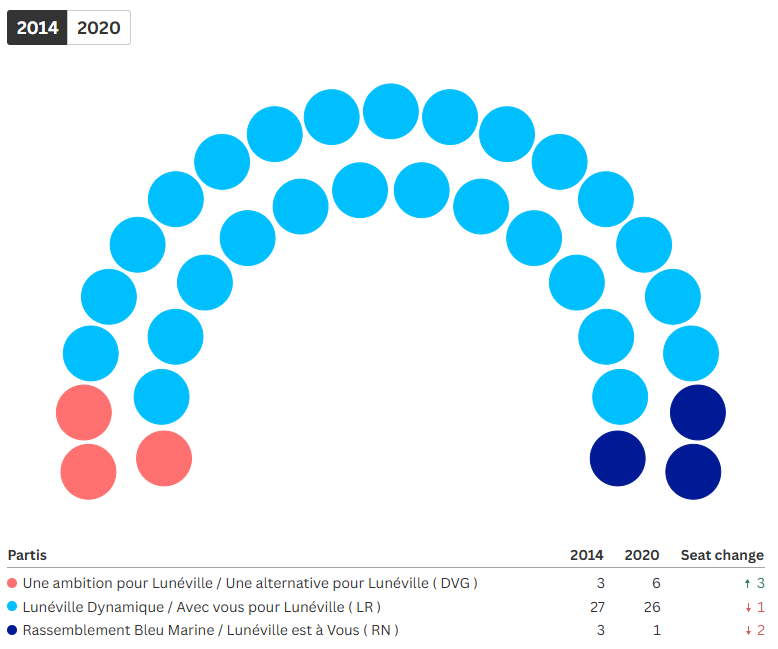
Composition Conseil municipal de Lunéville en 2014

En mai 2020, Catherine Paillard est élue maire. Le conseil municipal de Lunéville est constitué de 33 membres.
Voici la composition du conseil municipal en 2014 et en 2020 : 

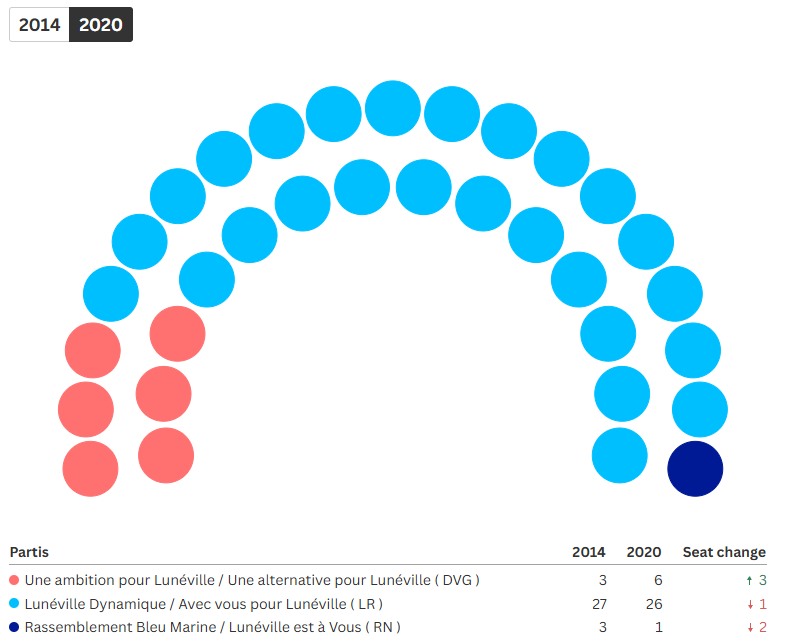
Composition Conseil municipal de Lunéville 2020

### Cantons
Lunéville est chef-lieu de deux cantons :
- le canton de Lunéville-Nord est formé d'une partie de Lunéville et des communes d'Anthelupt, Bauzemont, Bienville-la-Petite, Bonviller, Courbesseaux, Crévic, Deuxville, Drouville, Einville-au-Jard, Flainval, Hoéville, Hudiviller, Maixe, Raville-sur-Sânon, Serres, Sommerviller, Valhey et Vitrimont (13 063 habitants) ;
- le canton de Lunéville-Sud est formé d'une partie de Lunéville et des communes de Bénaménil, Chanteheux, Chenevières, Crion, Croismare, Hénaménil, Hériménil, Jolivet, Laneuveville-aux-Bois, Laronxe, Manonviller, Marainviller, Moncel-lès-Lunéville, Saint-Clément, Sionviller et Thiébauménil (22 624 habitants).

### Ville Internet
En 2010, la commune de Lunéville a été récompensée par le label « Ville Internet @@@ ».

### Jumelages
| Ville | Ville         | Pays | Pays      | Période                     |
| ----- | ------------- | ---- | --------- | --------------------------- |
|       | Schwetzingen, |      | Allemagne | depuis le 21 septembre 1969 |
|       | Tirlemont     |      | Belgique  | depuis 1969                 |

Par ailleurs, Lunéville a signé en 1997 un contrat de partenariat dans le domaine sportif avec la commune de Pápa en Hongrie.

### Garnison

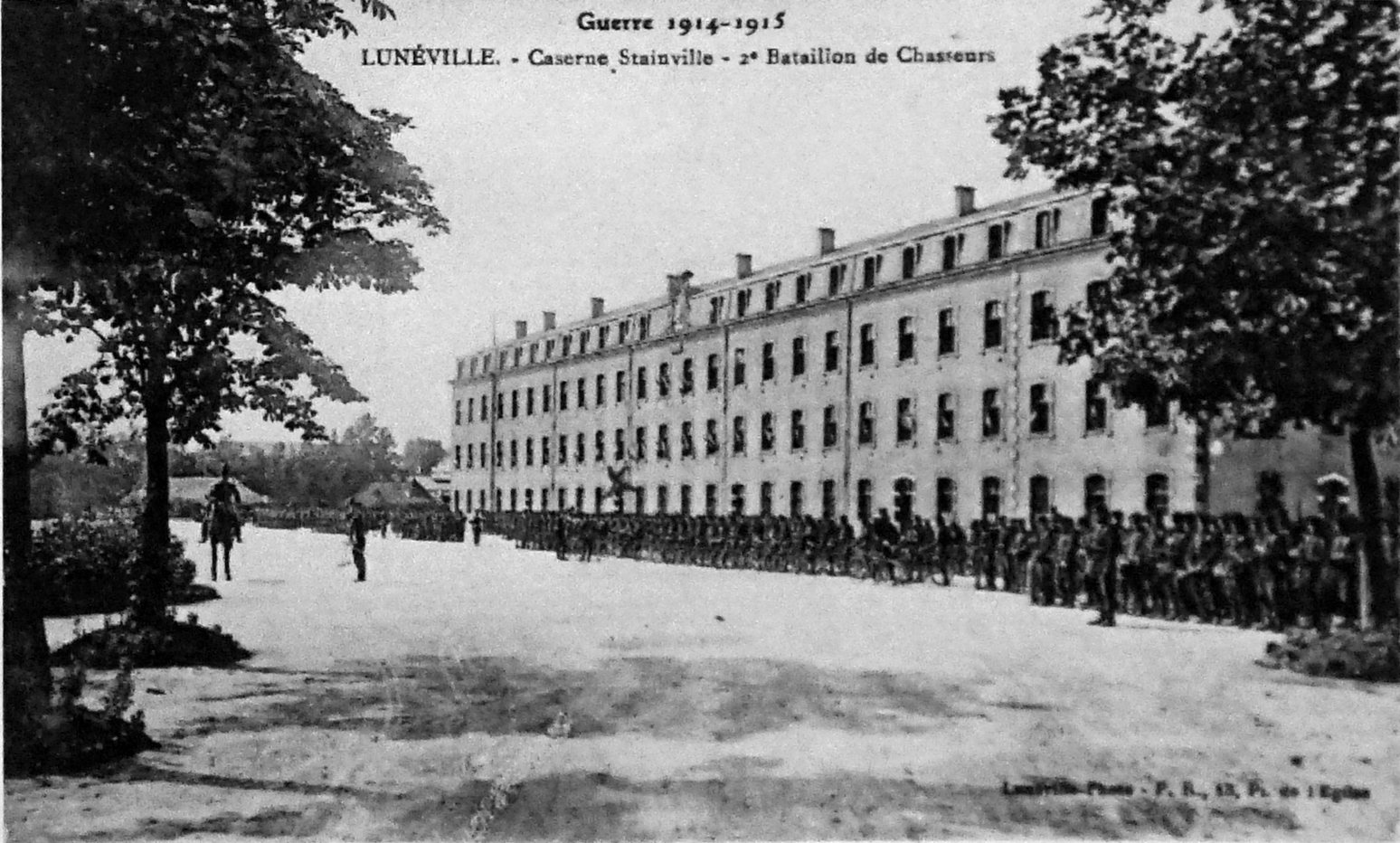
La caserne Stainville du 2e bataillon de chasseurs à pied.

Lunéville est une ville de garnison avec la présence du 53e régiment de transmissions caserné au quartier Treuille de Beaulieu-Diettmann depuis 1993. Bien que menacé par la réorganisation militaire de 2008, le 53e de transmissions resta à Lunéville grâce à la mobilisation générale de l'ensemble de la population.
De 1991 à 1997, la ville accueillait l'état-major de la force Hadès puis, de 1997 à 2010, l'état-major de la brigade de transmissions et d'appui au commandement.
Le 30e groupe de chasseurs a tenu garnison à Lunéville de 1968 à 1990.
La base aérienne de Lunéville-Chenevières, située à une dizaine de kilomètres au sud-est de la ville, est construite par l'United States Air Force in Europe dans les années 1950. Elle a servi de terrain de dispersion jusqu'au milieu des années 1960. Renommée quartier Lasalle après le départ des Américains, le 3e régiment de cuirassiers y était stationné de 1968 à 1998. La base est aujourd'hui utilisée par le 53e régiment de transmissions et par le Polygone de guerre électronique.

## Population et société

### Démographie

#### Évolution démographique
L'évolution du nombre d'habitants est connue à travers les recensements de la population effectués dans la commune depuis 1793. Pour les communes de plus de 10 000 habitants les recensements ont lieu chaque année à la suite d'une enquête par sondage auprès d'un échantillon d'adresses représentant 8 % de leurs logements, contrairement aux autres communes qui ont un recensement réel tous les cinq ans,.

En 2022, la commune comptait 17 920 habitants, en évolution de −3,48 % par rapport à 2016 (Meurthe-et-Moselle : −0,13 %, France hors Mayotte : +2,11 %).
| 1793   | 1800   | 1806   | 1821   | 1831   | 1836   | 1841   | 1846   | 1851   |
| ------ | ------ | ------ | ------ | ------ | ------ | ------ | ------ | ------ |
| 11 691 | 10 436 | 11 555 | 11 247 | 12 378 | 12 798 | 12 285 | 12 278 | 12 476 |

| 1856   | 1861   | 1872   | 1876   | 1881   | 1886   | 1891   | 1896   | 1901   |
| ------ | ------ | ------ | ------ | ------ | ------ | ------ | ------ | ------ |
| 15 301 | 15 528 | 12 369 | 16 041 | 18 136 | 20 500 | 21 542 | 22 599 | 23 269 |

| 1906   | 1911   | 1921   | 1926   | 1931   | 1936   | 1946   | 1954   | 1962   |
| ------ | ------ | ------ | ------ | ------ | ------ | ------ | ------ | ------ |
| 24 266 | 25 587 | 24 366 | 23 263 | 24 668 | 23 665 | 20 377 | 22 690 | 21 618 |

| 1968   | 1975   | 1982   | 1990   | 1999   | 2006   | 2011   | 2016   | 2021   |
| ------ | ------ | ------ | ------ | ------ | ------ | ------ | ------ | ------ |
| 23 177 | 22 709 | 21 468 | 20 711 | 20 200 | 19 881 | 19 909 | 18 566 | 17 755 |

| 2022   | - | - | - | - | - | - | - | - |
| ------ | - | - | - | - | - | - | - | - |
| 17 920 | - | - | - | - | - | - | - | - |

#### Pyramide des âges
La population de la commune est relativement jeune. En 2018, le taux de personnes d'un âge inférieur à 30 ans s'élève à 35,6 %, soit en dessous de la moyenne départementale (36,8 %). À l'inverse, le taux de personnes d'âge supérieur à 60 ans est de 28,5 % la même année, alors qu'il est de 25,4 % au niveau départemental.
En 2018, la commune comptait 8 572 hommes pour 9 455 femmes, soit un taux de 52,45 % de femmes, légèrement supérieur au taux départemental (51,43 %).
Les pyramides des âges de la commune et du département s'établissent comme suit.
| Hommes | Classe d’âge | Femmes |
| ------ | ------------ | ------ |
| 0,9    | 90 ou +      | 2,7    |
| 7,4    | 75-89 ans    | 12,0   |
| 15,4   | 60-74 ans    | 18,0   |
| 19,7   | 45-59 ans    | 19,2   |
| 16,9   | 30-44 ans    | 15,9   |
| 22,1   | 15-29 ans    | 17,6   |
| 17,5   | 0-14 ans     | 14,5   |

| Hommes | Classe d’âge | Femmes |
| ------ | ------------ | ------ |
| 0,6    | 90 ou +      | 1,8    |
| 6,6    | 75-89 ans    | 9,3    |
| 16,2   | 60-74 ans    | 17,4   |
| 19,5   | 45-59 ans    | 18,9   |
| 18,9   | 30-44 ans    | 18     |
| 20,6   | 15-29 ans    | 18,9   |
| 17,6   | 0-14 ans     | 15,6   |

### Enseignement
La ville possède un IUT ainsi que cinq lycées, trois collèges, sept d'écoles élémentaires et neuf écoles maternelles.
- L'IUT Nancy-Brabois est implanté à Lunéville (département qualité, logistique industrielle et organisation).
- Le lycée Ernest-Bichat de Lunéville est jumelé avec le Hebel Gymnasium de Schwetzingen, du land de Bade-Wurtemberg en Allemagne.
- Le lycée Boutet-de-Monvel (lycée polyvalent à trois niveaux : BTS - Bac S & STI - Bac Pro, BMA & CAP).
- Le lycée Paul-Lapie (lycée professionnel à dominante tertiaire).
- Le collège Charles-Guérin.
- Le collège Ernest-Bichat (dans la cité scolaire E.-Bichat qui regroupe le collège et le lycée).
- L'établissement privé Saint-Pierre-Fourier, qui dispense plusieurs niveaux (maternelle, primaire, collège et lycée). Le collège Saint-Pierre-Fourier est jumelé depuis 2002 avec le Hilda-Gymnasium de Pforzheim (Allemagne / Bade-Wurtemberg).
- L'Institut de formation d'auxiliaire de puériculture — IRFSS Alsace Lorraine — Croix rouge française[59].
- École primaire privée Jeanne-d’Arc ;
- École primaire Demangeot ;
- École primaire Hubert-Monnais ;
- École primaire privée Notre-Dame ;
- École primaire du Quai-de-Strasbourg ;
- École élémentaire René-Haby ;
- École élémentaire Jules-Ferry ;
- École maternelle Alsace ;
- École maternelle Capitaine-Nicolas ;
- École maternelle La Fontaine ;
- École maternelle Urbain ;
- École maternelle Villebois-Mareuil.

#### Anciens établissements
L’école maternelle Les Cerisiers ferme en 2019, suivie par la maternelle Germain-Charrier en 2021, par manque d’effectifs.

### Sports
La ville possède deux clubs de football : le Football Club Lunéville (qui a intégré le club des municipaux en 2011) et l’ESLS. Lunéville possède également une équipe de rugby à XV, le RCL qui évolue dans plusieurs catégories. Un peu en dehors de Lunéville, il y a aussi un centre équestre, la Galopade. Un club d'athlétisme, le Lunéville Athletic Club est également présent à Lunéville, au stade Édouard-Fenal, équipé d'une piste synthétique, depuis juin 2013. Cette architecture est notamment labellisée Architecture contemporaine remarquable depuis 2023. 
Pendant longtemps, Lunéville a accueilli le championnat de France de rallycross (automobile). Situé à Chenevières, le circuit est maintenant un centre de pôle mécanique en Lorraine.

### Santé
La commune de Lunéville dispose d'un centre hospitalier ayant en 2018 une capacité de 657 lits et places, dont :
- médecine : 93 ;
- chirurgie : 34 ;
- gynéco-obstétrique : 14 ;
- long séjour : 30 ;
- hébergement : 456 ;
- HAD : 30.

### Budget et fiscalité 2023

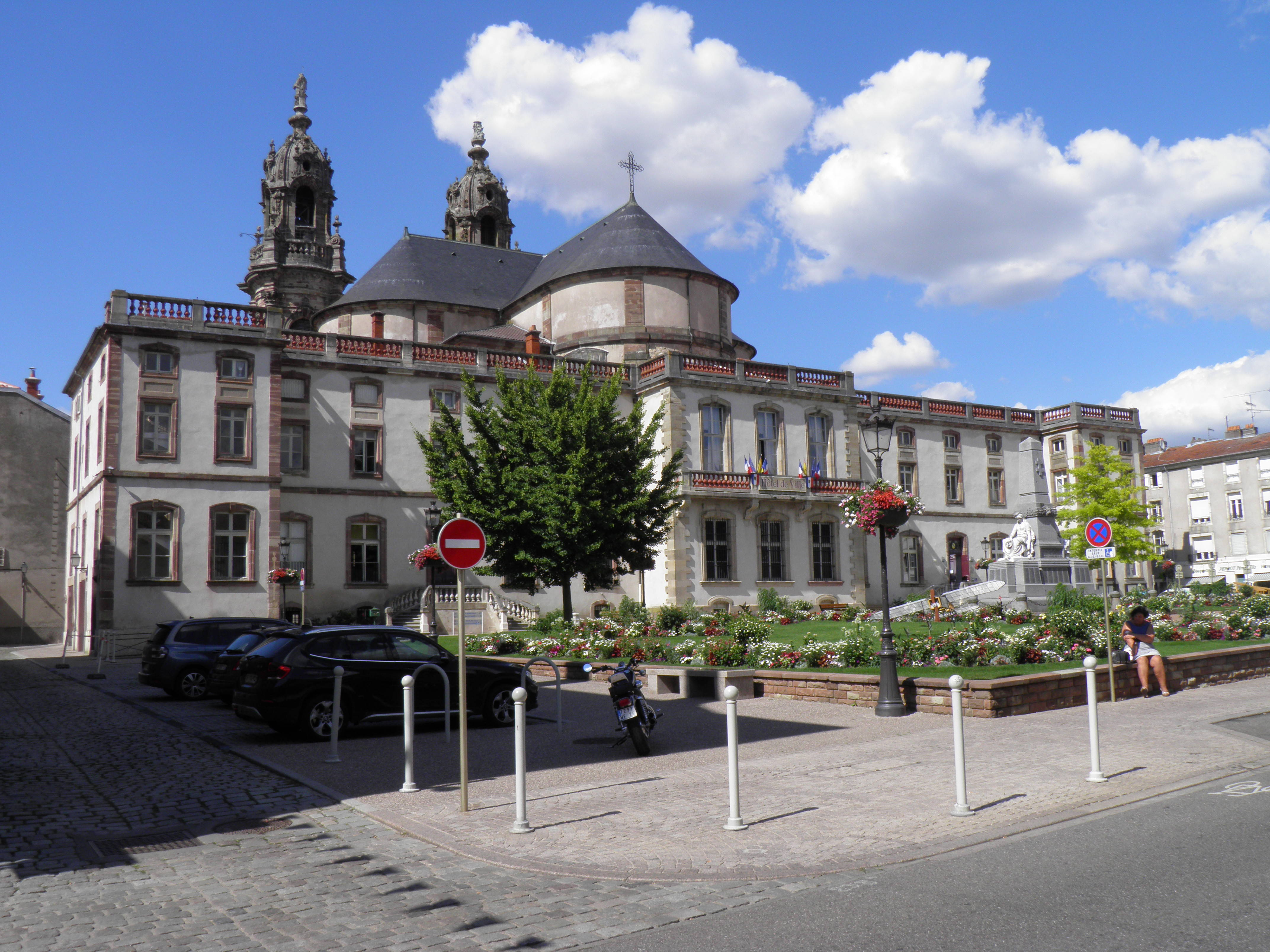
Hôtel de ville.

En 2023, le budget de la commune était constitué ainsi :
- total des produits de fonctionnement : 24 627 000 €, soit 1 356 € par habitant ;
- total des charges de fonctionnement : 22 944 000 €, soit 1 263 € par habitant ;
- total des ressources d'investissement : 9 484 000 €, soit 522 € par habitant ;
- total des emplois d'investissement : 9 107 000 €, soit 501 € par habitant ;
- endettement : 23 787 000 €, soit 1 310 € par habitant.

Avec les taux de fiscalité suivants :
- taxe d'habitation : 19,79 % ;
- taxe foncière sur les propriétés bâties : 42,37 % ;
- taxe foncière sur les propriétés non bâties : 50,63 % ;
- taxe additionnelle à la taxe foncière sur les propriétés non bâties : 0,00 % ;
- cotisation foncière des entreprises : 0,00 %.

Chiffres clés Revenus et pauvreté des ménages en 2021 : médiane en 2021 du revenu disponible, par unité de consommation : 19 480 €.

## Économie
Les années 1980 et la première moitié des années 1990 ont été plutôt difficiles pour Lunéville, de nombreuses entreprises industrielles disparaissant ou se restructurant. À partir du milieu des années 1990, une dynamique nouvelle fut impulsée, fondée sur une politique d'amélioration continue de la qualité de vie des habitants et une politique d'attractivité en direction des PME-PMI.
L'hôpital reste le plus grand employeur public de la ville, 500 employés y assurant une grande variété de soins médicaux. Une synergie positive, qui doit garantir la permanence et la qualité des soins à Lunéville. Les autres principaux employeurs sont : l'hypermarché Carrefour (Cora jusqu'en 2024) (250 salariés) et Leclerc (170 salariés), l'entreprise de logistique Carrefour (480 salariés), la clinique Jeanne-d'Arc (100 salariés), l'entreprise de BTP Prestini (100 salariés) et de TP Thiriet (100 salariés) appartenant au groupe Vicat qui y dispose d'une centrale à béton au lieu-dit Chaufontaine-Hériménil et de plusieurs carrières dans le secteur, d'une direction régionale pour l'Est de la France.

## Culture locale et patrimoine

### Lunéville au cinéma
- Les Grandes Manœuvres par René Clair en 1955.
- La Vache et le Prisonnier par Henri Verneuil en 1959.
- On a volé la cuisse de Jupiter par Philippe de Broca en 1980. Antoine Lemercier (Philippe Noiret) parle de son service militaire à Lunéville.
- Une enfance par Philippe Claudel (2015).
- Divine Émilie en 2007.

Remarque : dans le film La Vache et le Prisonnier (1959), l'acteur Fernandel s'évade d'Allemagne. Il se sait en France quand, arrivant dans une gare, il entend l'annonce « Lunéville ».

### Lunéville à la télévision
- 1969 : La Montée téléfilm de Jacques Krier[70]
- 1971 : Le Prussien téléfilm de Jean Lhote[71]
- 1977 : Confessions d'un enfant de chœur téléfilm de Jean Lhote[72]

### Lieux et monuments

#### Édifices civils
- Le château de Lunéville, dit « Le Versailles lorrain », est un chef-d'œuvre de l'architecture du XVIIIe siècle. Haut lieu des Lumières, sous les règnes de Léopold Ier de Lorraine et de Stanislas Leszczyński, il a été en partie détruit en 2003 par un incendie. Des travaux sont en cours pour le restaurer ; les jardins du château ont, quant à eux, gardé toute leur splendeur. Le domaine du château de Lunéville fait l’objet d’un classement au titre des monuments historiques depuis le 23 mars 1998[73].
- L'ancien hôtel abbatial Saint-Rémy, devenu hôtel de ville actuel, datant du XVIIIe siècle, remanié au XIXe siècle, est inscrit en totalité avec le sol de son jardin au titre des monuments historiques depuis le 2 mai 2006[74]. Sous l’impulsion de Jean-Louis Janin Daviet, le lieu est inauguré comme musée municipal en 2019[75].
- La maison du Marchand, du XVIIIe siècle, chef-d'œuvre de l'architecture classique en grès rose des Vosges, fait l’objet d’un classement au titre des monuments historiques depuis le 24 février 1976[76].
- La maison du Traité est un immeuble, 61 rue de Lorraine, inscrit en 1949 au titre des monuments historiques pour les boiseries du salon[77].
- La Tour Blanche, seul vestige du rempart médiéval.
- L'ancien manège des Gendarmes rouges ou manège de la Barollière construit en 1787 après l'installation à Lunéville de la gendarmerie de France, est inscrit en totalité au titre des monuments historiques par arrêté du 8 février 2006[78].
- Le théâtre de Lunéville La Méridienne.
- Le château de la Favorite (photos), construit par Germain Boffrand au XVIIIe siècle pour le dernier fils du duc Léopold Ier de Lorraine, Charles Alexandre de Lorraine, et remanié au XIXe siècle, fait l’objet d’un classement au titre des monuments historiques par décret du 21 septembre 2011[79]. Il est situé 3, avenue Voltaire.
- Conservatoire des Broderies de Lunéville situé au château.
- Le Stade et le vélodrome Édouard Fenal construits en 1937 par Charles-Henri Royer et rénovés en 2012 par Xavier Géant et Benoît Sindt. Cette architecture étant inscrite au label Architecture contemporaine remarquable depuis 2023[65].

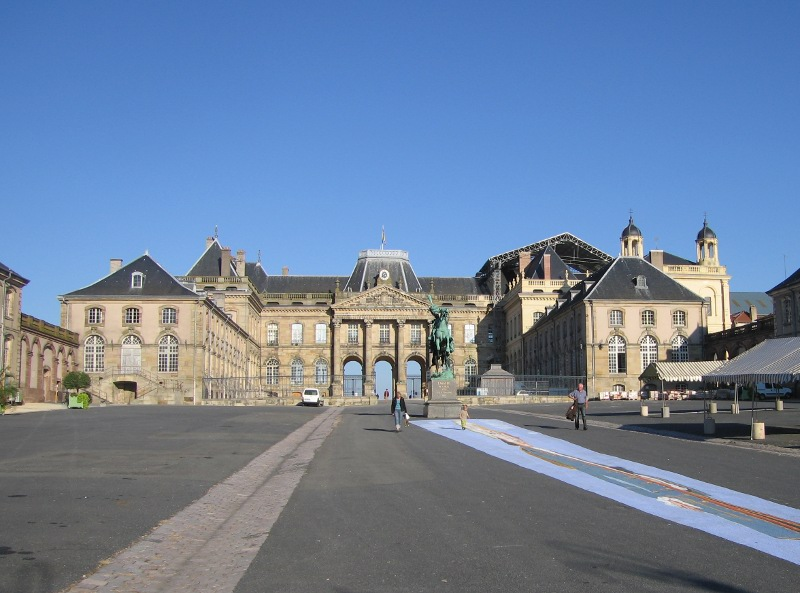
Le château.
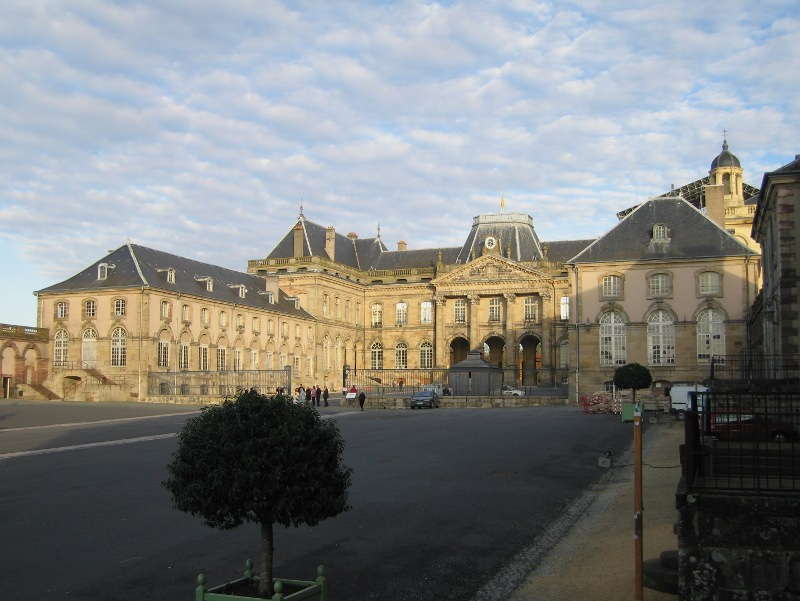
Le château, cour avant.
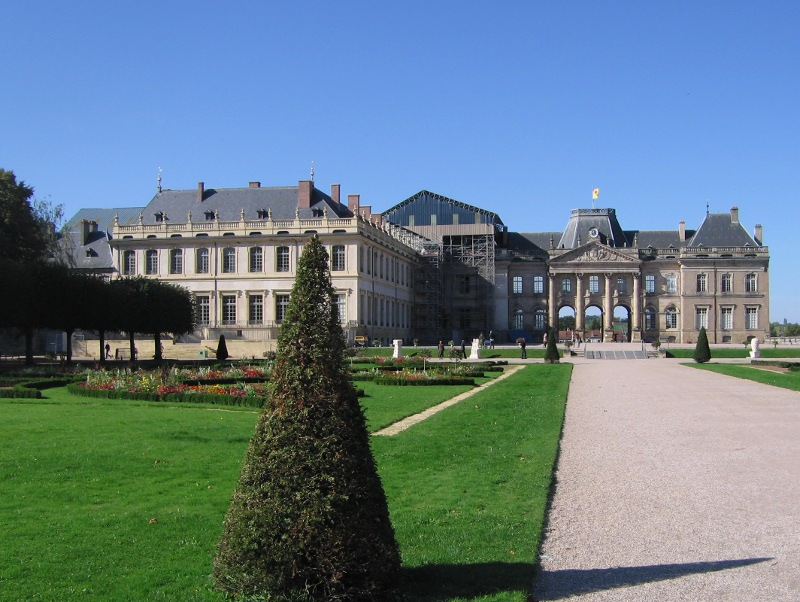
Le château vu du Parc des Bosquets.
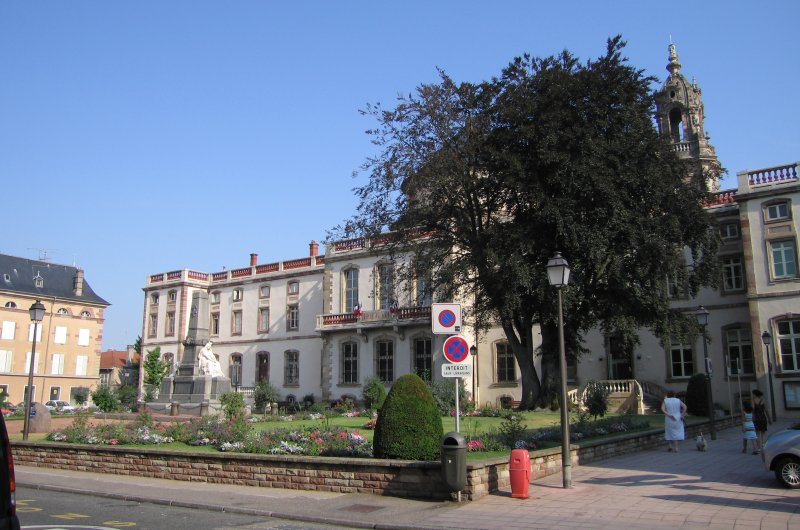
L'hôtel de ville.
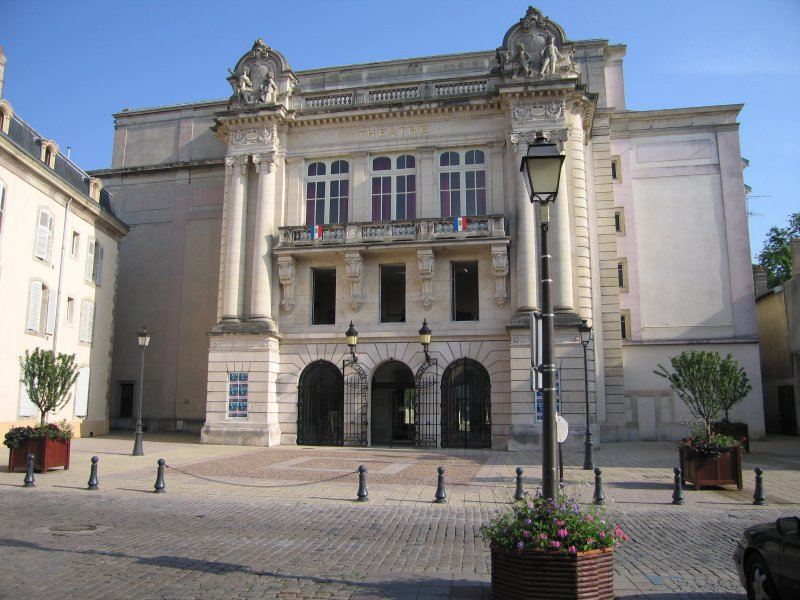
Le théâtre.
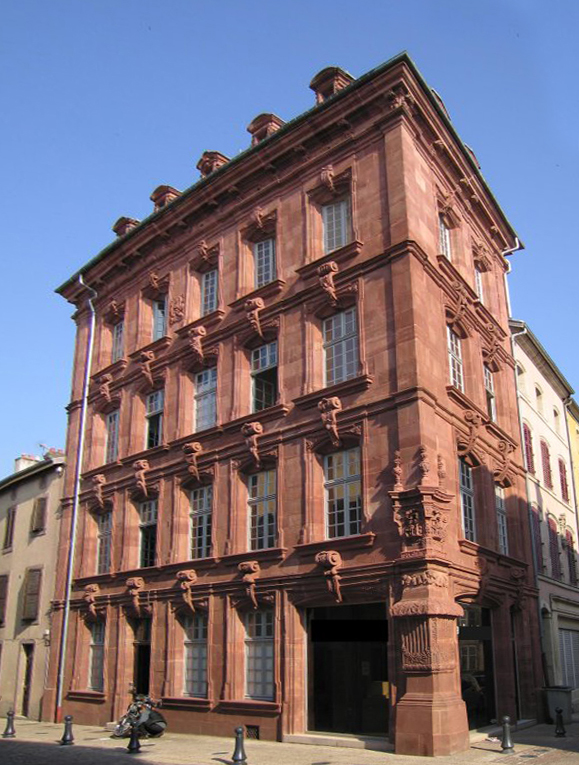
La Maison du Marchand.
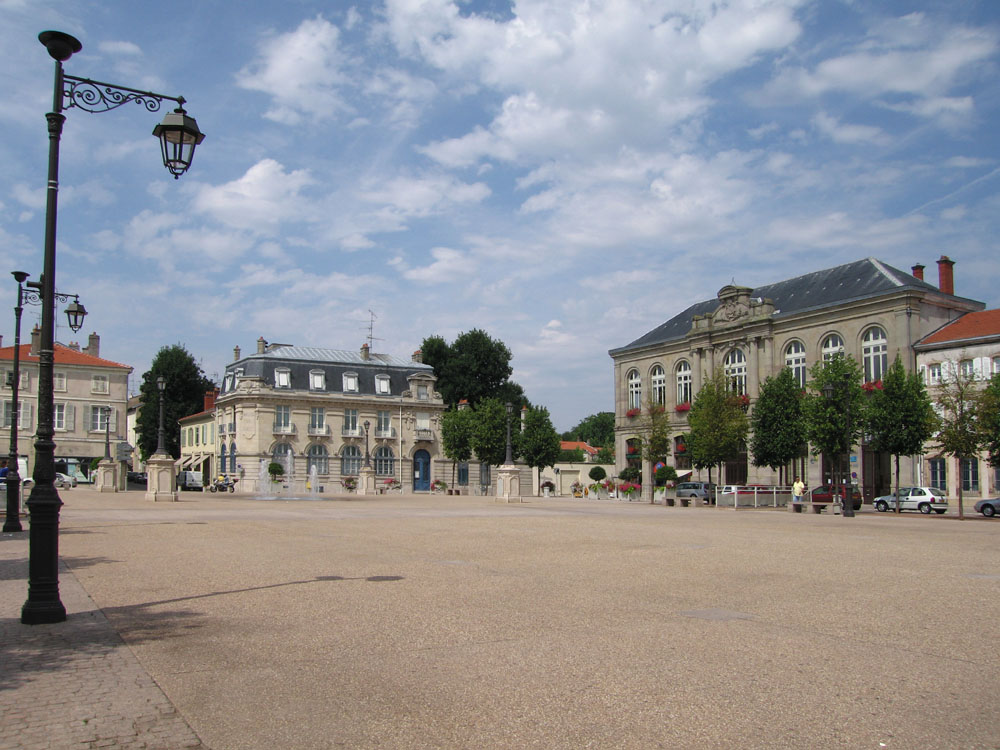
La place Léopold.

#### Édifices religieux
- L'église Saint-Jacques, ancienne abbatiale Saint-Rémy, du XVIIIe siècle, de style rococo. Elle possède un grand orgue réalisé entre 1749 et 1751 par le facteur lorrain Nicolas Dupont, né à Domnon-lès-Dieuze, Moselle. Entre 1848 et 1852, il fut reconstruit par le facteur vosgien Jean-Nicolas Jeanpierre en conservant beaucoup de tuyaux du XVIIIe siècle. Cet orgue est unique par son décor cachant tous les tuyaux. Ce décor a été dessiné par Emmanuel Héré, premier architecte du roi Stanislas. L'instrument doté de 56 jeux est réparti sur quatre claviers et pédalier. Au mois de mai, le festival Le Printemps de l'Orgue est organisé. L'église Saint-Jacques est classée au titre des monuments historiques par arrêté du 20 septembre 1926[80].
- L'église Sainte-Jeanne-d'Arc, du début du XXe siècle, première église de France consacrée à la sainte, est inscrite dans sa totalité au titre des monuments historiques par arrêté du 5 février 2001[81].
- Église Saint-Maur - désacralisée depuis 2022[82]
- L'église Saint-Léopold est inscrite en totalité aux monuments historiques par arrêté du 10 février 2014[83].
- Chapelle Saint-Charles à l'hôpital Saint-Charles.
- Chapelle Sainte-Jeanne-d'Arc à l'hôpital Sainte-Jeanne-d'Arc.
- Chapelle de la Vierge-et-Saint-Antoine au château.
- L'ancien prieuré bénédictin de Ménil, actuellement école privée (ensemble scolaire Saint-Pierre-Fourier).
- Chapelle sépulcrale, au cimetière, du prince, maréchal de France, Louis Aloÿs de Hohenlohe-Waldenbourg-Bartenstein et son épouse.
- Temple protestant, église Réformée, inauguré en juin 1870.
- La synagogue, de style XVIIIe siècle, est la première construite en France depuis le Moyen Âge. Actuellement en retrait de la rue, elle était placée à sa construction en 1786 derrière une maison pour des motifs de discrétion, le pouvoir royal ne faisant que tolérer un tel bâtiment dans un royaume généralement interdit aux juifs. Elle fait l’objet d’un classement au titre des monuments historiques depuis le 15 juillet 1980[84].
- La ville possède également deux mosquées modernes : une mosquée pour les arabophones (4, rue de l'Hôpital) et une autre mosquée pour les turcophones (44, rue de Viller) afin d'accueillir les musulmans sunnites pratiquants de la ville.

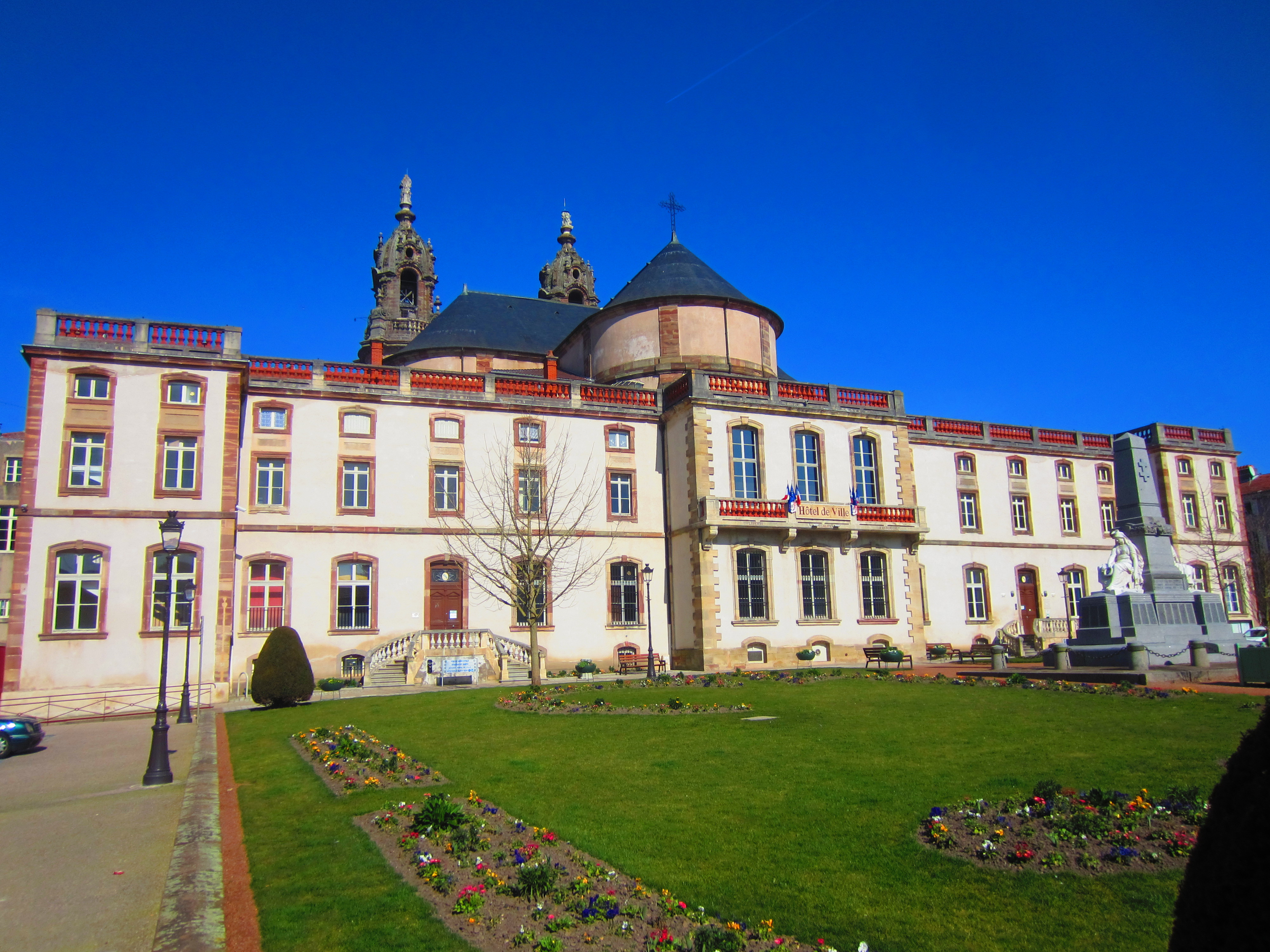
Ancienne abbaye Saint-Rémy actuellement hôtel de ville.
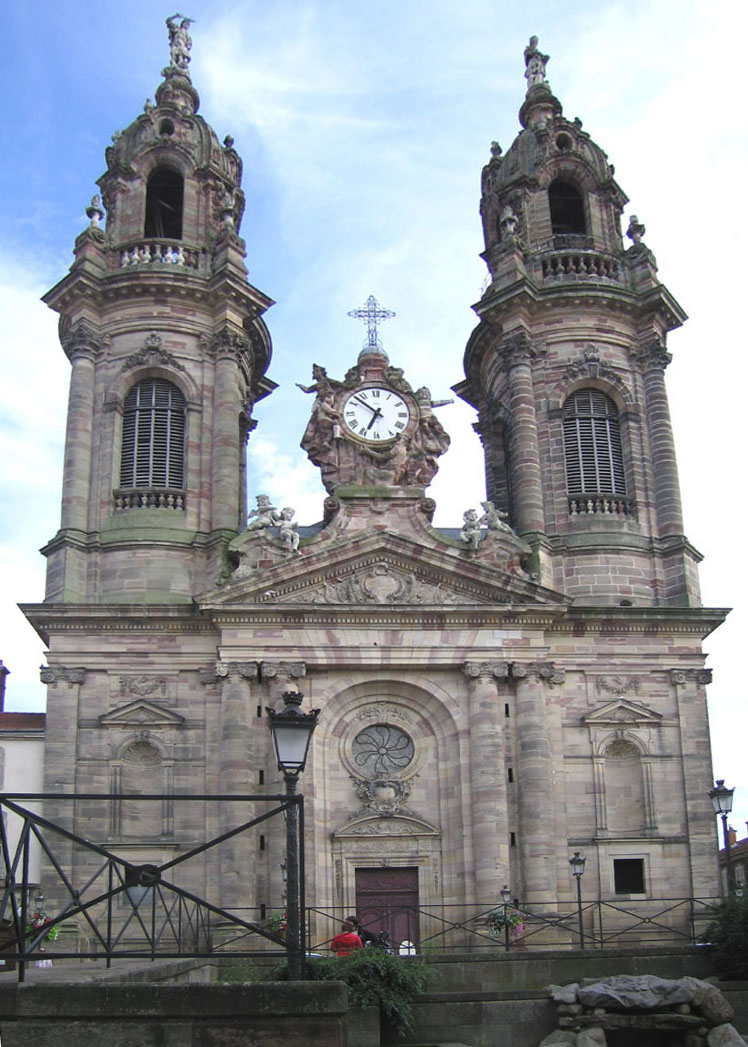
Église Saint-Jacques.
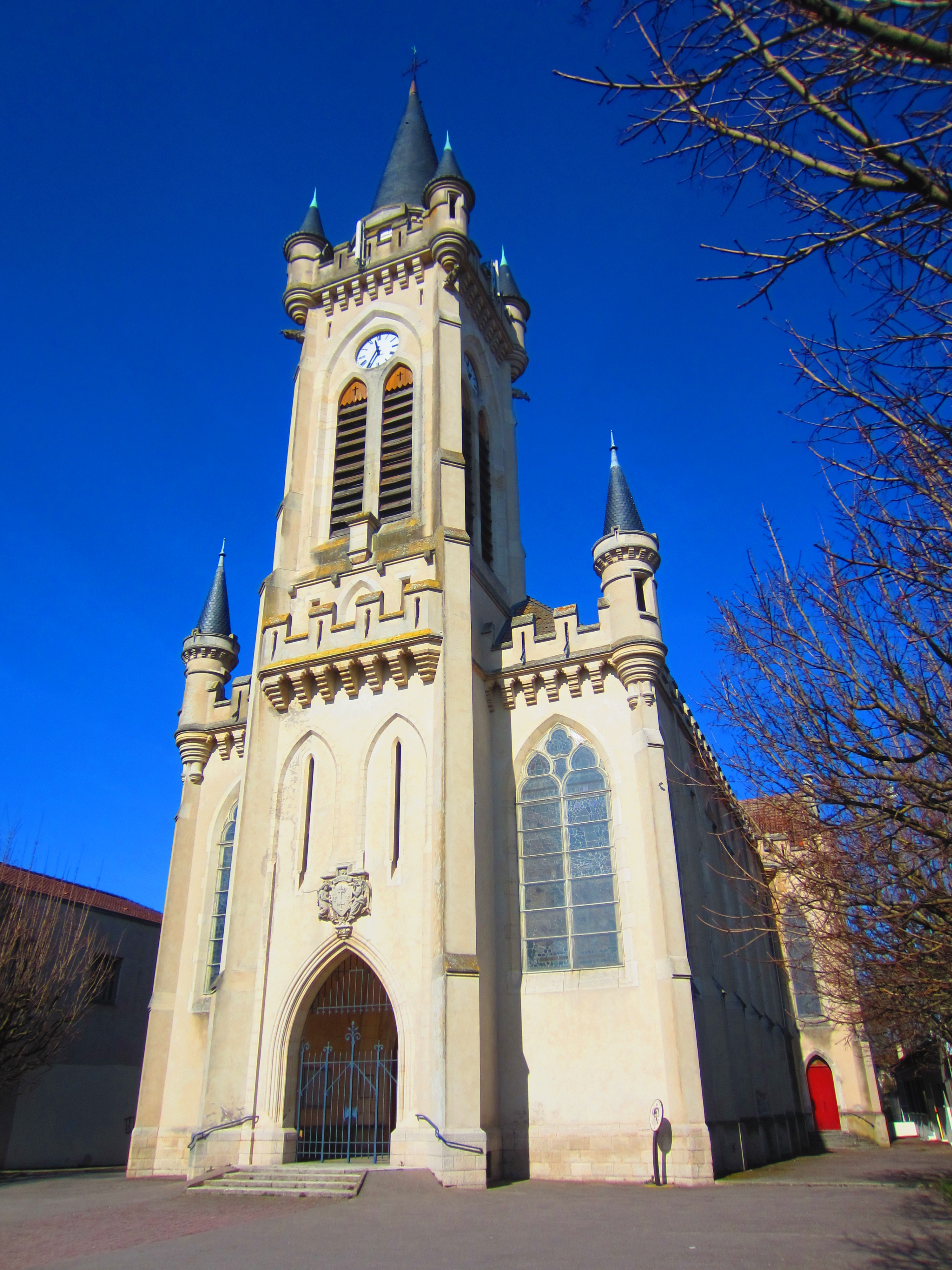
Église Sainte-Jeanne-d'Arc.
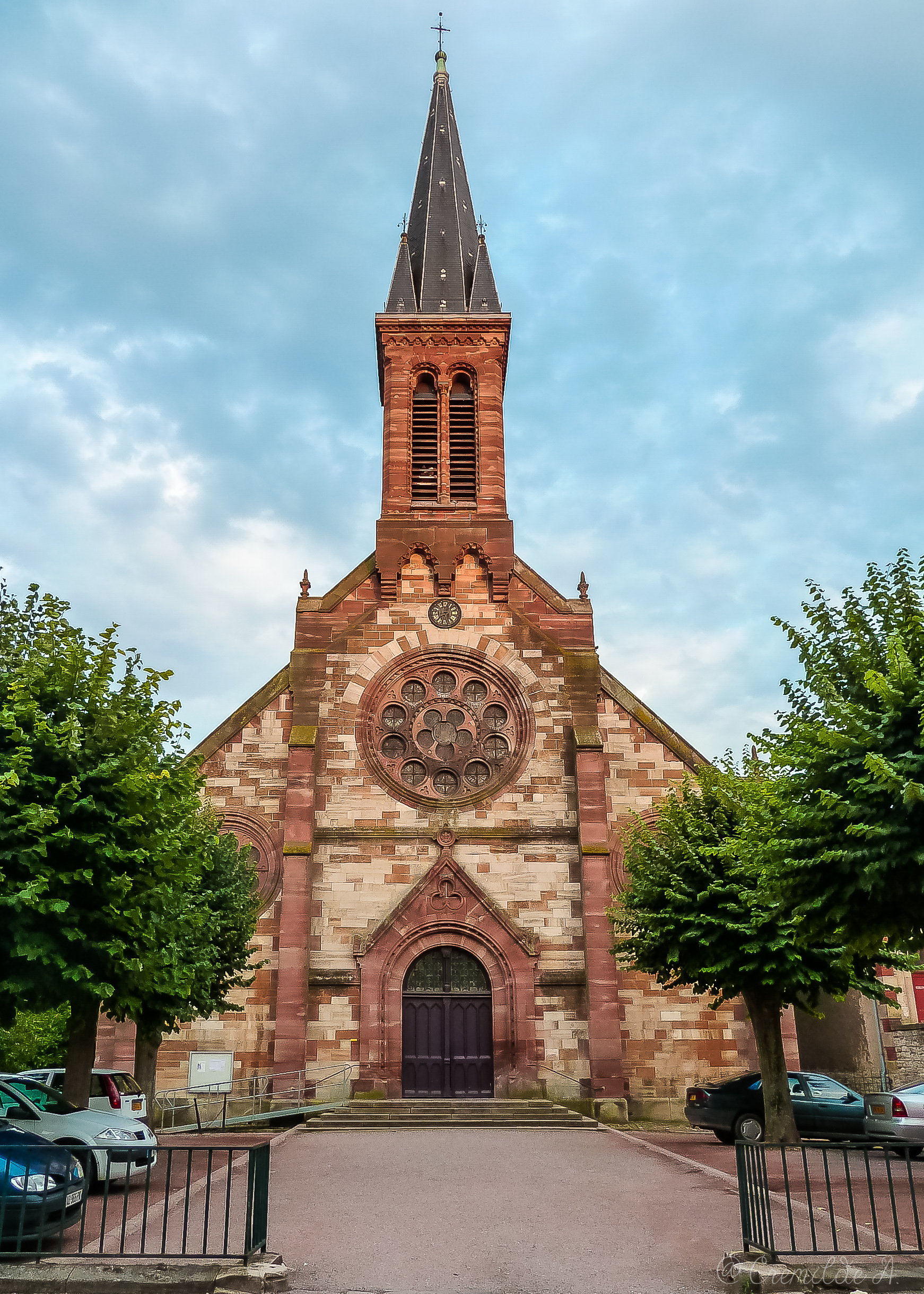
Église Saint-Maur.
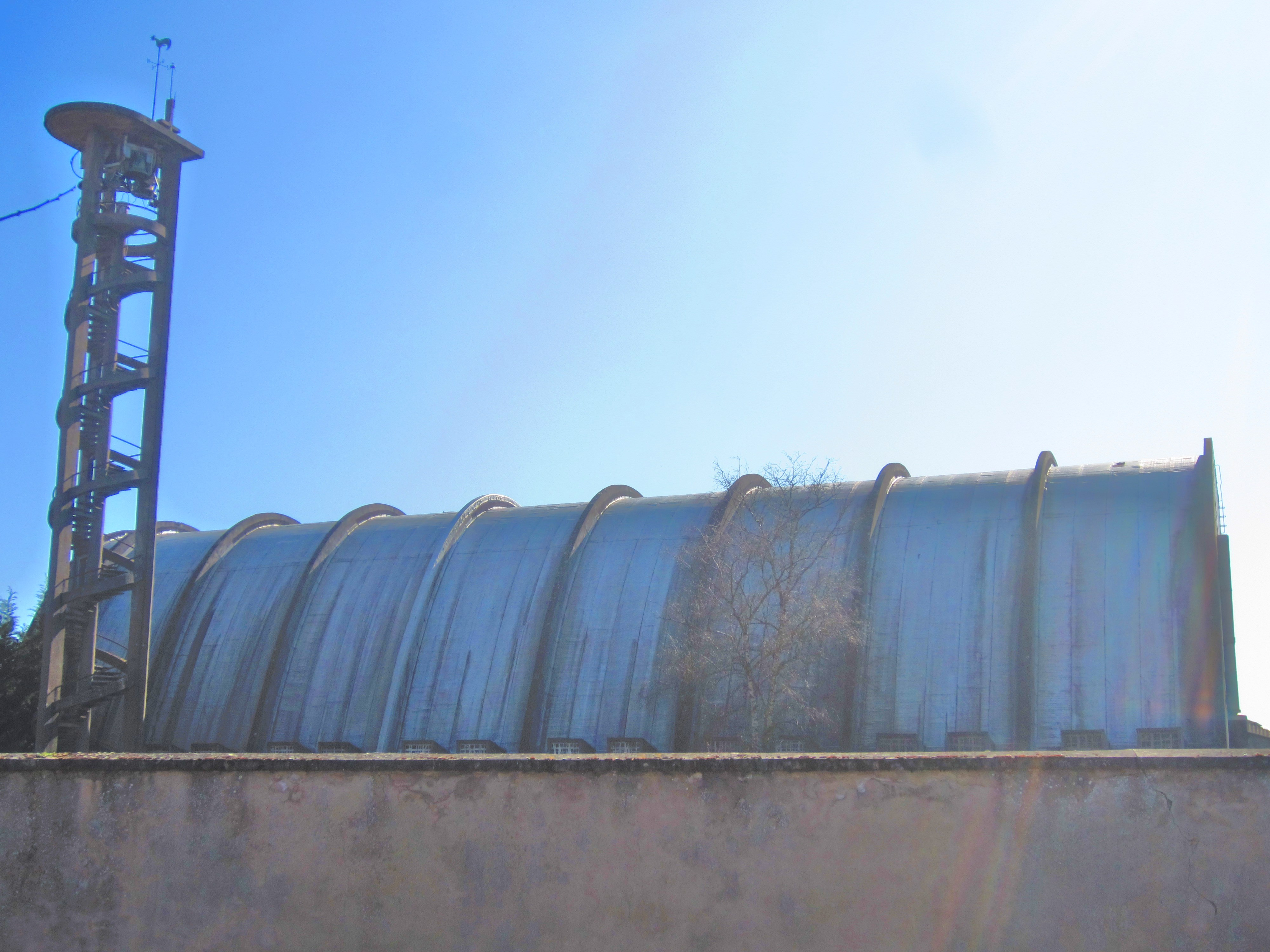
Église Saint-Léopold.
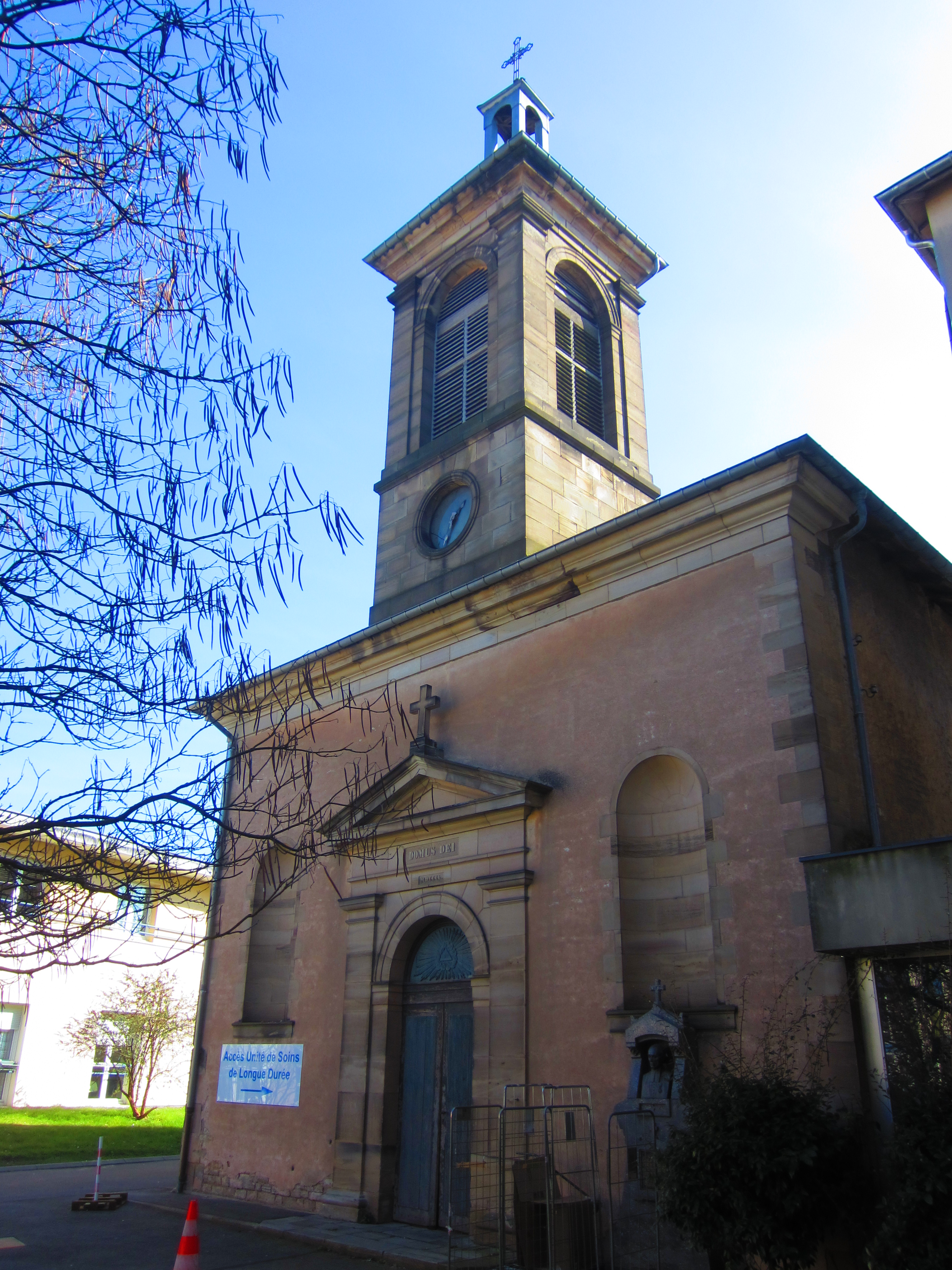
Chapelle Saint-Charles à l'hôpital.
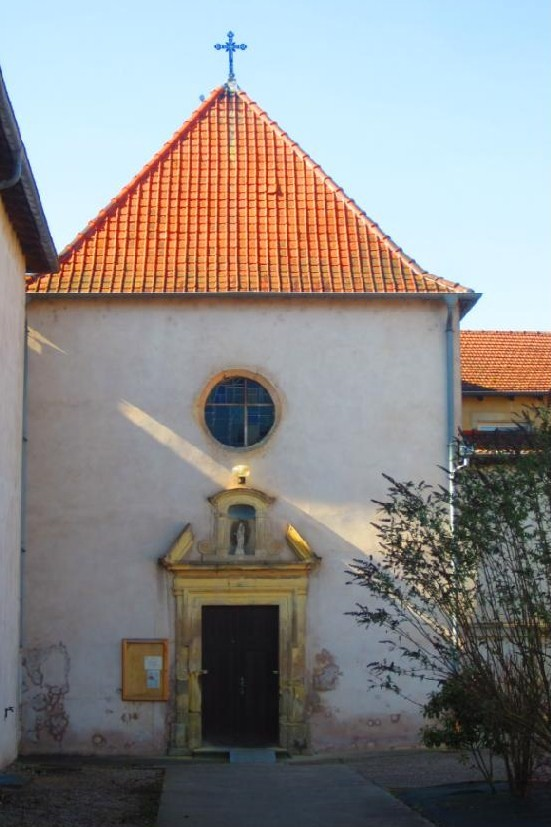
Chapelle Sainte-Jeanne-d'Arc à l'hôpital.
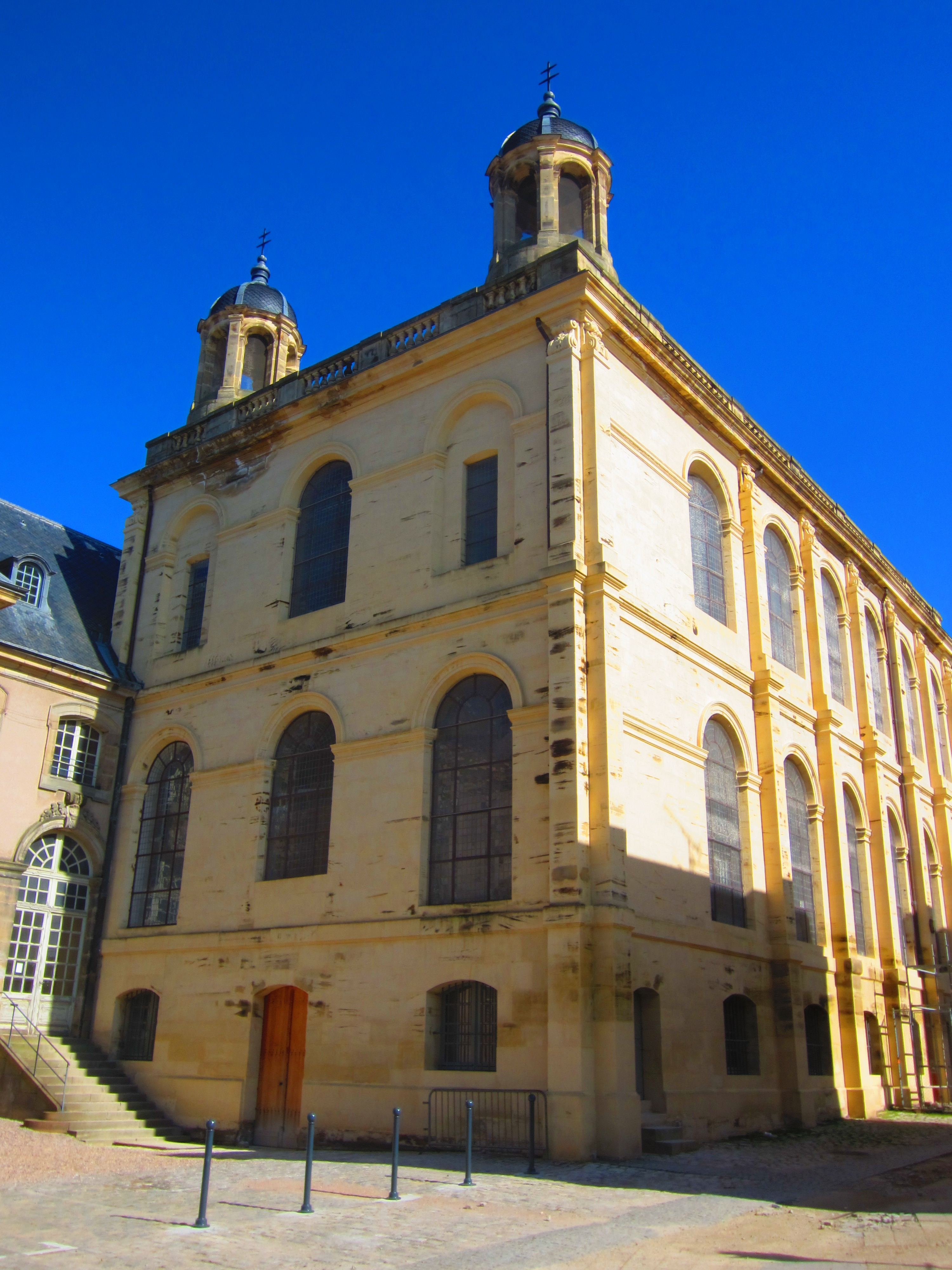
Chapelle de la Vierge-et-Saint-Antoine au château.
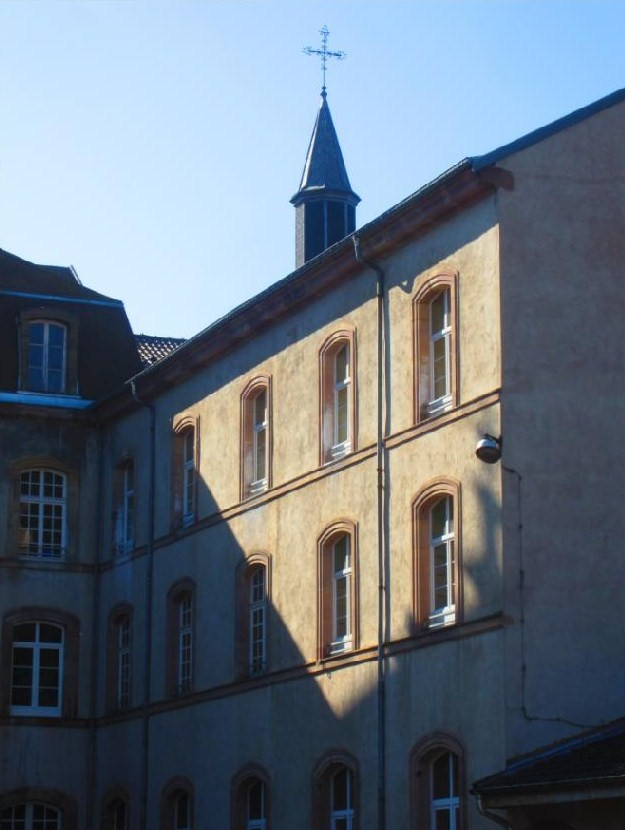
Ancien prieuré de Ménil, actuellement ensemble scolaire Saint-Pierre-Fourier.
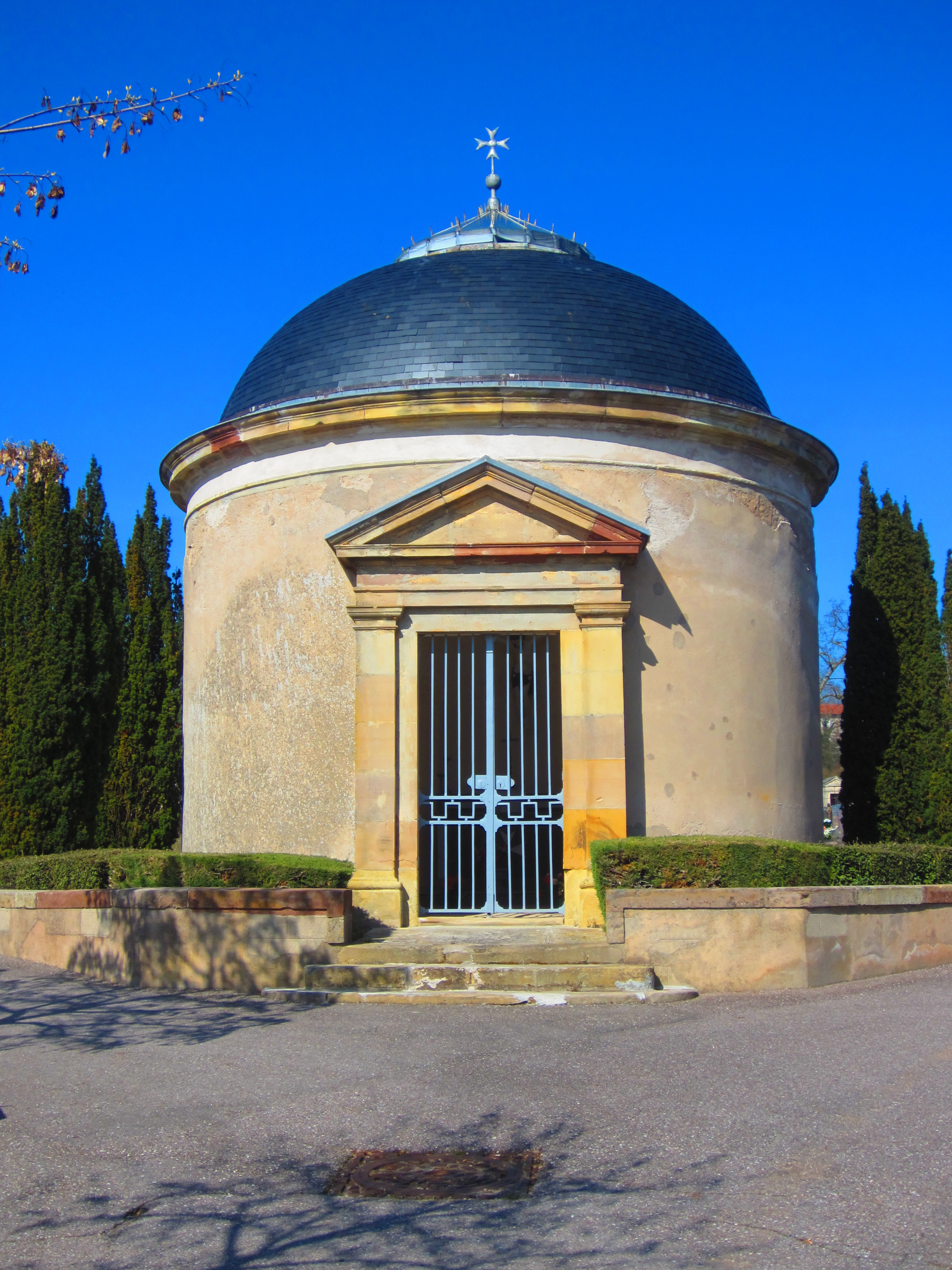
Chapelle sépulcrale.
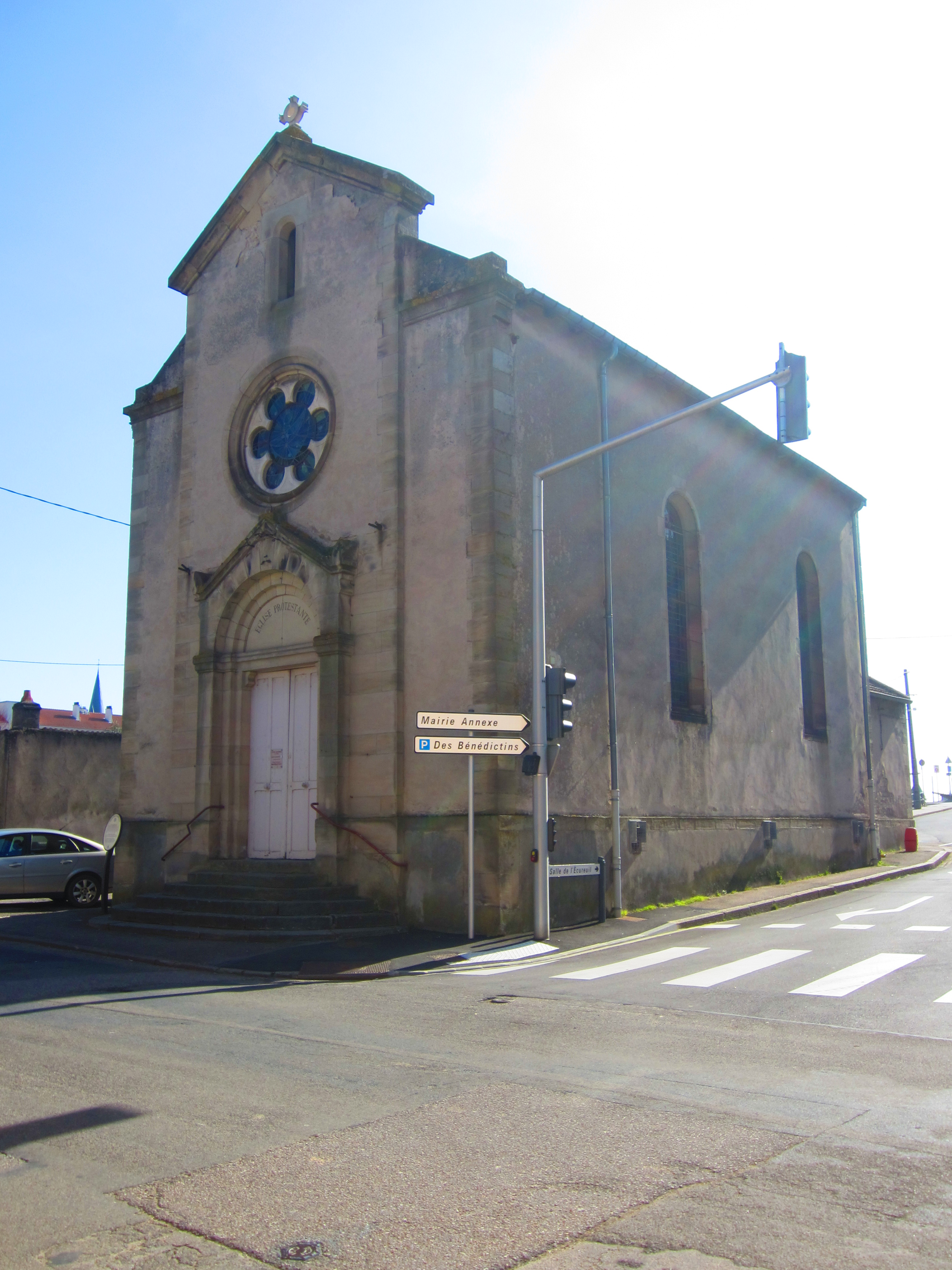
Temple protestant.
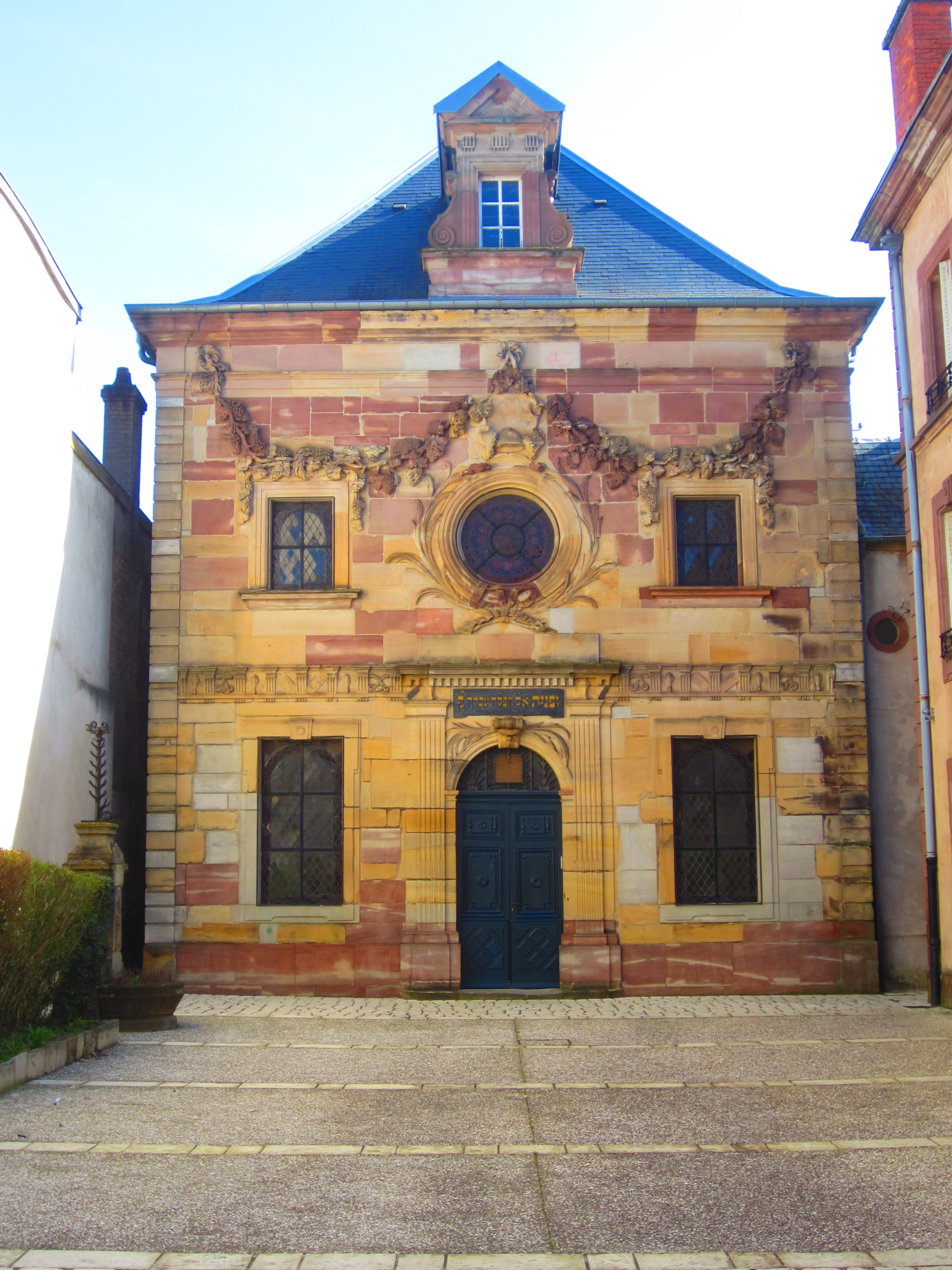
Synagogue.

#### Espaces naturels
- Trois zone naturelles d'intérêt écologique, faunistique et floristique (Znieff)[85] :

Vallée de la Vezouze de Marainviller à Jolivet,
Vallée de la Meurthe de la source à Nancy,
Forêt domaniale de Mondon et bois attenant à Moncel-lès-Lunéville.

### Gastronomie
- Le baba au rhum fut créé à Lunéville, une fois de plus par la cuisinière de Stanislas. C'est une sorte de petit kouglof au rhum.
- Le pâté lorrain, grande spécialité de Lorraine comme la quiche lorraine, se déguste dans les nombreuses boulangeries et restaurants de Lunéville.
- Le pain Stanislas, pain que l'on trouve dans les boulangeries, exclusivement les jeudis près de la Maison du Marchand.
- La foire grasse de Lunéville.

### Personnalités liées à la commune

#### Artistes
- Nicolas Béatrizet, dit Beatricetto, graveur du XVIe siècle, né à Lunéville, mort à Rome.
- Gabrielle Bertrand-Beyer (1737-1802), peintre, née à Lunéville.
- Georges de La Tour (1593-1652), peintre, décédé à Lunéville.
- Marguerite Delorme (1876-1946), peintre, née à Lunéville.
- Jean-Nicolas Jadot de Ville-Issey (1710-1761), architecte, né à Lunéville.
- Emmanuel Héré (1705-1763), architecte, décédé à Lunéville.
- Boutet de Monvel, né à Lunéville en 1745 et mort en 1811, fut comédien-auteur (a laissé cependant plus de réputation comme comédien que comme auteur). Parmi les pièces qu'il a écrites on a : L'amant bourru, La jeunesse du duc de Richelieu, Blaise et Babet ou la suite des Trois fermiers, etc.
- Charles Guérin (1873-1907), poète, né et mort à Lunéville.
- Émile Erckmann (1822-1899), écrivain, mort à Lunéville.
- Charles Louis Gratia (1815-1911), peintre, résident de Lunéville.
- Louis Émile Gratia (1878-1962), musicien et musicologue, né à Lunéville.
- Arsène Lejeune (1866-1938), architecte qui a dirigé la réalisation de la gare de Lunéville.
- Jean-Pierre Cuny (1930-2000), cinéaste né à Lunéville.
- Jean L'Hôte (1929-1985), écrivain et téléaste.
- Jean-Pierre Coffe (1938-2016), présentateur et auteur, né à Lunéville.
- Barthélemy Guibal (1699-1757), sculpteur.
- Nicolas Guibal (1725-1784), peintre.
- Nicolas de Pigage (1723-1796), architecte actif en Allemagne.
- Alexis Jacques André Grüss (1919-2003), né à Lunéville. Clown, acrobate équestre et directeur de cirque[89].
- Jacques Réda (1929-2024), poète et éditeur, né à Lunéville.
- Henry Desmarest, musicien et compositeur du duc de Lorraine, mort à Lunéville le 7 septembre 1741.
- Daniel Colling, né en 1946 à Lunéville, entrepreneur de spectacles et directeur artistique, cofondateur du Printemps de Bourges.
- Georges Cusin (1902-1964), né à Lunéville, est un acteur français.
- Claude Ponti, né en 1948 à Lunéville, est un auteur de littérature de jeunesse et illustrateur français.
- Auguste Majorelle (1825-1879), né à Lunéville, est un décorateur français, créateur sur céramiques et sur meubles.

#### Scientifiques
- Émilie du Châtelet (1706-1749), mathématicienne, amante de Voltaire, décédée à Lunéville et enterrée dans l'église Saint-Jacques, sous une dalle noire près de l'entrée[90].
- Ernest Bichat (1845-1905), né à Lunéville, physicien doyen de la Faculté des sciences de Nancy, correspondant de l'Institut et président du conseil général de Meurthe-et-Moselle.
- Stéphane Errard (1907-1983), spéléologue français.

#### Politiques et militaires
- Charles Alexandre de Lorraine (1712-1780), gouverneur général des Pays-Bas autrichiens (1741-1780), grand maître de l'Ordre Teutonique, né à Lunéville.
- Jacques Philippe de Choiseul-Stainville (1727-1789), maréchal de France.
- Stanislas de Boufflers (1738-1815), écrivain, homme politique né à Lunéville, député de la noblesse aux États généraux de 1789.
- Dominique Diettmann (1739-1794), général des armées de la République.
- Jean-François Lepaige (1739-1814), général des armées de la République y est né[91].
- Jacques Marguerite Pilotte de La Barollière (1746-1827), général des armées de la République y est né.
- Claude-Antoine-Gabriel de Choiseul (1760-1838), pair de France, né à Lunéville.
- Stanislas Leszczyński (1677-1766), roi de Pologne de 1704 à 1709 et de 1733 à 1736 sous le nom de Stanislas Ier, puis duc de Lorraine et de Bar jusqu'à sa mort à Lunéville.
- Nicolas Ferry, (1741-1764), le nain Bébé, célèbre bouffon du roi Stanislas.
- Anne Charles Basset de Montaigu (1751-1821), général des armées de la République y est décédé.
- Hubert Vautrin (1764-1836), militaire né à Lunéville
- Jacques Augustin Lambert Marin (1755-1828), homme politique né à Lunéville, député de la Moselle de 1791 à 1792.
- François-Xavier Genet (1759-1813), militaire durant la révolution.
- Charles-Joseph Parmentier (1765-1843), homme politique français du XIXe siècle.
- François Nicolas Benoît Haxo (1774-1838), général de division de Napoléon, spécialiste des citadelles et fortifications, né à Lunéville.
- Maurice Frimont (1747-1811), général de brigade, décédé à Lunéville.
- Antoine Charles Louis Lasalle (1775-1809), général de division de Napoléon, comte d'Empire, dont la statue fut érigée à Lunéville en 1891.
- Antoine Viox (1803-1874), homme politique, député de la Meurthe de 1848 à 1849, puis de Meurthe-et-Moselle en 1871.
- Paul Michaut, (1827-1895), industriel et homme politique   né à Lunéville, maire de Baccarat, député de Meurthe-et-Moselle.
- Camille Viox (1833-1910), homme politique, député de Meurthe-et-Moselle de 1881 à 1898.
- Raoul Méquillet (1861-1919), homme politique, député de Meurthe-et-Moselle.
- Henri Cornat (1903-1968), homme politique, sénateur de la Manche, né à Lunéville.
- Jean Bastien-Thiry (1927-1963), lieutenant-colonel connu pour avoir tenté d'assassiner Charles de Gaulle, né à Lunéville.
- Louis Stanislas de Girardin (1762-1827), politicien.
- Alexis L'Hotte (1825-1904), général de cavalerie né et décédé à Lunéville.
- Adrien Maggiolo (1843-1894)[92], journaliste royaliste, auteur d'ouvrages consacrés à Robespierre, Voltaire et Pozzo di Borgo.
- Étienne Bach (1892-1986), capitaine de chasseurs alpins, pasteur protestant, engagé dans l'action pour la paix et la réconciliation franco-allemande, né à Lunéville.
- Jean Fanneau de la Horie (1904-1944), militaire français né à Lunéville.

#### Autres
- Jean-Pierre Bagard, PDG de Coca-Cola Entreprise (2007-2009[93]), ayant fait ses études secondaires à Lunéville[94].
- Gilbert Bauvin (1927), coureur cycliste, 2e du Tour de France en 1956, né à Lunéville.
- Marie-Françoise-Catherine de Beauvau-Craon, marquise de Boufflers (1711-1787), née à Lunéville.
- Bernadette Brégeon (1964), née à Lunéville, kayakiste française.
- Maurice Chapleur (1912-2005), collectionneur et inventeur de la collection éponyme de motos et de vélos.
- Théo Curin (2000), né à Lunéville, nageur handisport, conférencier, chroniqueur, mannequin et acteur français.
- Jean-Jacques Erbstein (1965), médecin et écrivain ayant vécu à Lunéville de 1972 à 1980, élève de l'école Hubert Monnais et du collège Charles Guérin.
- Auguste François (1857-1935), consul de France en Chine et photographe, ministre plénipotentiaire, né à Lunéville.
- André Georges (1902-1963), alpiniste et sauveteur de haute montagne français, né à Lunéville.
- l'abbé Grégoire (1750-1831), député du clergé en 1789, avocat des juifs, des noirs et des esclaves, né à Vého, près de Lunéville.
- Jean-Pierre Latscha (1933-2023), directeur de l'entreprise Coca Cola de Lunéville puis directeur des relations publiques de Coca-Cola France.
- Jean Lhote (1926-2010), historien.
- Thierry Velu (1969), né à Lunéville, président-fondateur du GSCF (Groupe de Secours Catastrophe Français) et écrivain français.
- Georges Wambst (1902-1988), coureur cycliste, champion olympique par équipe sur route en 1924, champion de France de demi-fond ensuite et stayer de talent, né à Lunéville.

### Héraldique
| Blason de Lunéville | Blason  | D'or à la bande d'azur, chargée de trois croissants montant d'argent,. |
| Blason de Lunéville | Détails | Le blason prend modèle du blason du duché de Lorraine (d'or, à la bande de gueules, chargée de trois alérions d'argent). Ces armes parlantes, adoptées au XVe siècle, font allusion au nom de la ville et peut-être au culte que l'on rendait à Diane/Arduinna (la lune) près de la fontaine du Léomont. Le statut officiel du blason reste à déterminer. |

#### Blason populaire
La ville n'a pas été épargnée par la gouaille populaire qui l'a surnommée Lunétrou. Ses habitants portent le même sobriquet. Ils étaient également appelés les gens de L'nainville. Rappelons que les sobriquets par ville ou village avaient pour but d'ensotter, de moquer les habitants.